# Paul Doumer
Vous lisez un « article de qualité » labellisé en 2019.
Pour les articles homonymes, voir Doumer.
Joseph Athanase Doumer, dit Paul Doumer, né le 22 mars 1857 à Aurillac (Cantal) et mort assassiné le 7 mai 1932 à Paris (Seine), est un homme d'État français. Il est président de la République du 13 juin 1931 à sa mort.
Issu d'un milieu modeste, il travaille dès l'âge de treize ans, comme coursier puis ouvrier graveur. En parallèle, il obtient une licence en mathématiques et devient enseignant. Il est également journaliste dans l'Aisne et à Paris.
Entré en politique comme radical, il s'éloigne de la gauche à partir de la fin des années 1890. Il est plusieurs fois élu député entre 1888 et 1910, alternativement pour l'Aisne et l'Yonne.
Partisan de l'Empire colonial français, il occupe de 1897 à 1902 la fonction de gouverneur général de l'Indochine française — dont il assainit les finances publiques et où il lance d'importants travaux, notamment le Transindochinois et le chemin de fer du Yunnan.
Entre 1895 et 1926, il est ministre des Finances à trois reprises. À ce titre, il porte en 1896 un projet de loi visant à instaurer l'impôt sur le revenu, qui se heurte à l'opposition du Sénat, et cherche invariablement à atteindre l'équilibre budgétaire. Élu président de la Chambre des députés en 1905, il se présente sans succès à l'élection présidentielle de l’année suivante face à Armand Fallières. Battu aux élections législatives de 1910, il se consacre au monde des affaires.
Lors de la Grande Guerre, qui coûte la vie à quatre de ses cinq fils, il dirige le cabinet civil du gouvernement militaire de Paris, puis est nommé ministre d'État et membre du comité de guerre. Ministre des Finances après la victoire de 1918, il adopte une attitude intransigeante sur les réparations de guerre dues par l'Allemagne. Sénateur de la Corse à partir de 1912, il est un temps président de la commission des Finances et devient président du Sénat en 1927.
En 1931, se présentant une nouvelle fois à la présidence de la République, il devance au premier tour le républicain-socialiste et pacifiste Aristide Briand puis l’emporte face à Pierre Marraud, grâce notamment au soutien du centre et de la droite. En tant que chef de l'État, Paul Doumer se montre partisan d'un renforcement de la puissance militaire française, appelle à l'unité nationale et critique l'attitude partisane des partis politiques.
Moins d'un an après le début de son septennat, alors qu'il inaugure un salon d'écrivains anciens combattants, il est assassiné au moyen d’une arme à feu par Paul Gorgulov, un immigré russe aux motivations confuses, qui sera exécuté par la suite. Cette fin fait de lui, à ce jour, le dernier président de la République à avoir été assassiné.

## Situation personnelle

### Origines modestes et incertaines

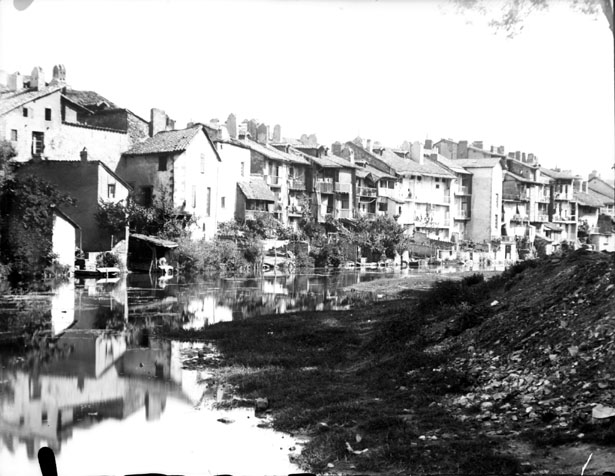
Aurillac, commune natale de Paul Doumer (ici à la fin du XIXe siècle).

Joseph Athanase Doumer naît le 22 mars 1857 à Aurillac, dans le département du Cantal,. Au début de sa carrière, il optera pour le prénom de son grand-père paternel, Paul, en raison de sa consonance plus républicaine que ses prénoms d’état civil,. Il est baptisé le jour même de sa naissance en l'église catholique Notre-Dame-aux-Neiges d'Aurillac et a deux sœurs aînées : Renée (née en 1854) et Thérèse (née en 1855).
S'il est admis que ses parents sont de condition très modeste, les origines et premières années du futur président de la République sont longtemps restées très incertaines. Son acte de naissance indique qu'il est le fils de Jean Doumer, « employé dans les chemins de fer et absent à cet effet », et de Victorine Fanie Alexandrine David, « sans profession ». Le couple ne s’est probablement jamais marié, Victorine David ayant précédemment épousé — à quinze ans, le 17 juillet 1835 à Castelnau-Montratier (Lot) — un marchand dénommé Jean Louis Bach, né dans la commune homonyme de Bach, qui l'aurait abandonnée et dont elle n'aurait pas divorcé,.
Au début du XXIe siècle, des recherches menées par Jean-Michel Miel et la généalogiste Béatrice Rousseau indiquent que le père de Paul Doumer est en réalité Jean Doumerg, né le 17 mars 1821 à Camburat (Lot). Celui-ci travaille comme agent voyer à Castelnau-Montratier jusqu'à sa démission en 1854, puis s’associe à des entrepreneurs dans le secteur des travaux de chemins vicinaux dans le même département.
Contrairement à ce qui est traditionnellement rapporté, le père ne serait pas mort prématurément mais il aurait abandonné sa famille, conduisant Victorine David à déménager en région parisienne avec ses trois jeunes enfants. Pour assurer leur survie, celle-ci aurait dès lors travaillé comme femme de ménage et couturière.
Ce Jean Doumerg quitte en 1858 le secteur des chemins vicinaux pour aller vivre à Paris comme métreur. En 1873, il est condamné par contumace à la déportation dans une enceinte fortifiée, pour avoir pris part à la Commune de Paris. Revenu dans la capitale après l'amnistie de 1880, il meurt dans le 17e arrondissement le 27 janvier 1893. Selon Jean-Michel Miel, Paul Doumer aurait entrepris à l’âge de 20 ans des recherches sur son ascendance et aurait été convaincu par cette thèse ; pendant son parcours politique, il aurait volontairement entretenu le flou sur ses origines familiales, de crainte qu’être vu comme le fils d'un communard ne nuise à sa carrière.
Longtemps, la principale hypothèse qui circulait était que le père de Paul Doumer exerçait comme employé itinérant des chemins de fer d'Orléans avant de quitter Aurillac avec sa famille en novembre 1857 pour s'installer dans la commune de Montmartre puis de mourir le mois suivant, peut-être des suites d’un accident du travail,,.

### Formation et ascension sociale

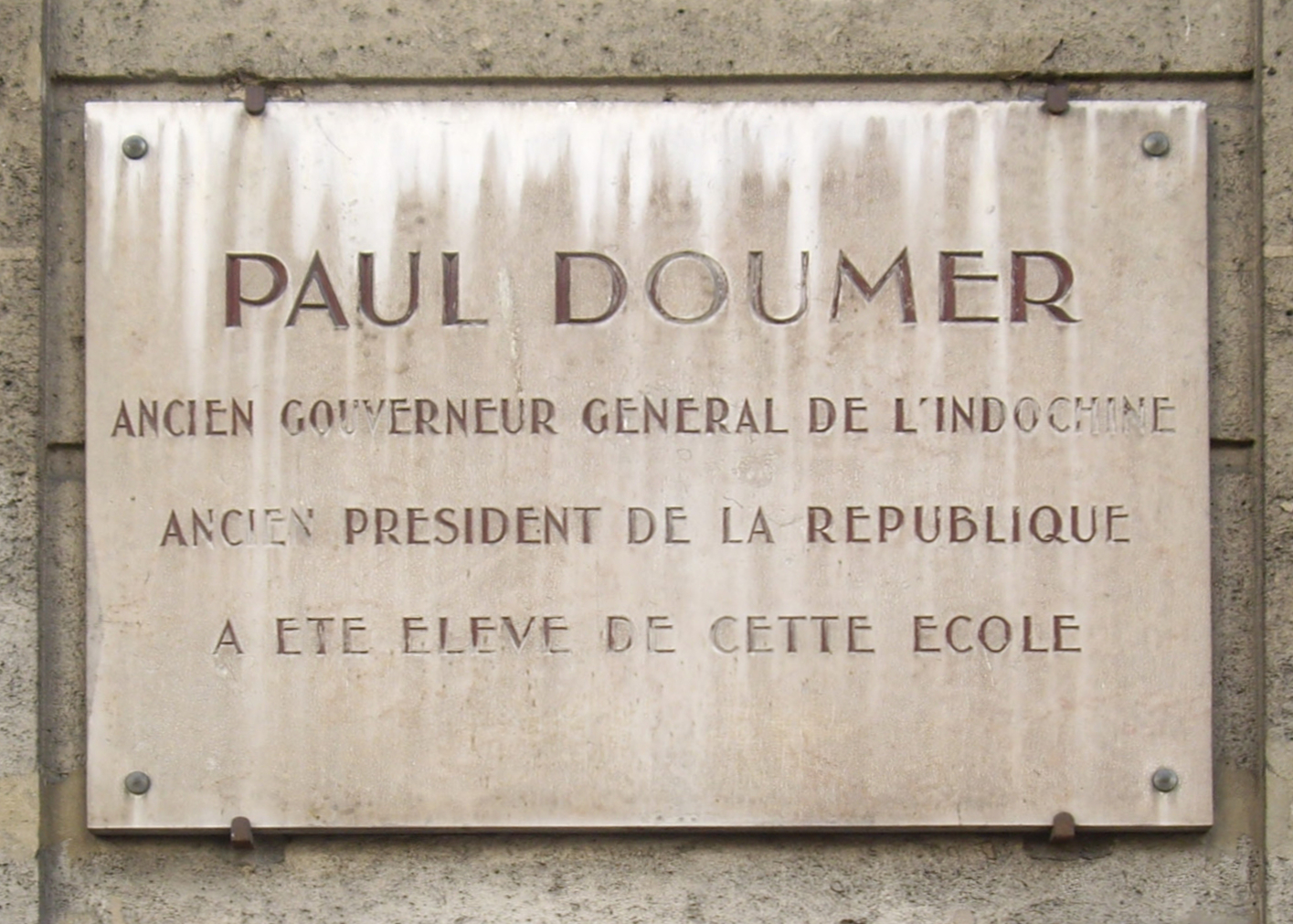
Plaque commémorative apposée au collège Roland-Dorgelès.

Paul Doumer est scolarisé à l'école primaire de garçons de la rue Ramey, située dans l'actuel 18e arrondissement de Paris. Il ne bénéficie pas d'une bourse d'études, seules quelque 4 000 personnes y ayant alors droit. Étant l'un des meilleurs élèves du quartier de Montmartre, il obtient son certificat d'études primaires (CEP) en 1870,.
À ses treize ans, en raison de la situation financière de sa famille, il doit abandonner ses études pour entrer en apprentissage ; il est alors un des rares adolescents français à bénéficier de ce type de contrat. Durant six années, il est apprenti en tant que coursier, puis comme ouvrier graveur dans une fabrique parisienne de médailles.
En parallèle, il poursuit des études gratuites en formation continue au Conservatoire national des arts et métiers. Il s'intéresse notamment aux mathématiques, à la chimie, au latin et au grec. En 1876, il obtient un baccalauréat ès sciences avec félicitations.
À vingt ans, dispensé de service militaire du fait de son statut d'orphelin, Paul Doumer est nommé professeur de mathématiques au collège de Mende (Lozère). En 1878, il obtient une licence ès mathématiques, condition posée par le père de Blanche Richel, Clément Richel, pour qu'il puisse épouser cette dernière, À partir de 1879, afin d'avoir une rémunération plus importante, il enseigne au collège de Remiremont, dans les Vosges,. Il devient en 1880 secrétaire de la fédération vosgienne de la Ligue de l'enseignement, qui prône le développement de l'instruction pour assurer le renforcement de la Troisième République ; à ce titre, il organise des conférences sur l'histoire et les valeurs républicaines. Il quitte l'enseignement en septembre 1883 en invoquant des problèmes de santé mais étant en réalité vexé par un rapport de l'inspection générale de l'Éducation nationale critique à son égard.
Dès lors, Paul Doumer s'investit pleinement dans le secteur de la presse, écrivant des articles à l'occasion de séjours à Paris. Par l'intermédiaire de son beau-père, il entre en contact avec plusieurs personnalités républicaines, dont les sénateurs et conseillers généraux de l'Aisne Henri Martin et William Waddington. Avec le soutien de ces derniers, il devient en 1883 rédacteur en chef du journal Le Courrier de l'Aisne, à Laon, où il établit son domicile. À la tête du journal, traditionnellement modéré, il adopte une ligne très radicale et un ton polémique. C'est pourquoi à la mort d'Henri Martin, à la fin de l'année 1883, la direction du journal l'oblige à démissionner. Il figure parmi les élus municipaux laonnois de 1884-1888 et occupe la fonction d’adjoint au maire de Laon. Il est également répétiteur au collège de la commune.

Après son départ forcé du Courrier de l'Aisne, il fonde, notamment avec Gabriel Hanotaux, La Tribune de l'Aisne, dont il devient le premier directeur et qu'il oriente résolument à gauche. Dans le premier numéro du journal, il écrit : 

« La création de La Tribune n'a pas eu et ne doit pas avoir pour effet de provoquer une scission dans le camp républicain du département de l'Aisne. Nous voulons réagir contre la méthode trop préconisée et trop suivie qui consiste à remettre les destinées de la République aux mains de ses amis de dernière heure, à ses amis les plus tièdes, les plus imbus des doctrines monarchiques […] La grave question des rapports de l'État avec les diverses Églises est depuis longtemps pendante. L'opinion publique est insuffisamment préparée à la seule solution possible : la suppression du budget des cultes. […] »

— Paul Doumer, 6 janvier 1885, La Tribune de l'Aisne
Il travaille également pour les journaux parisiens Le Matin et Le Voltaire. À l'instar d'autres personnalités, il se sert de ce journal, qui connaît un important succès, comme d'un tremplin électoral.
Sa carrière politique couronnera sa promotion sociale.

### Vie privée et familiale

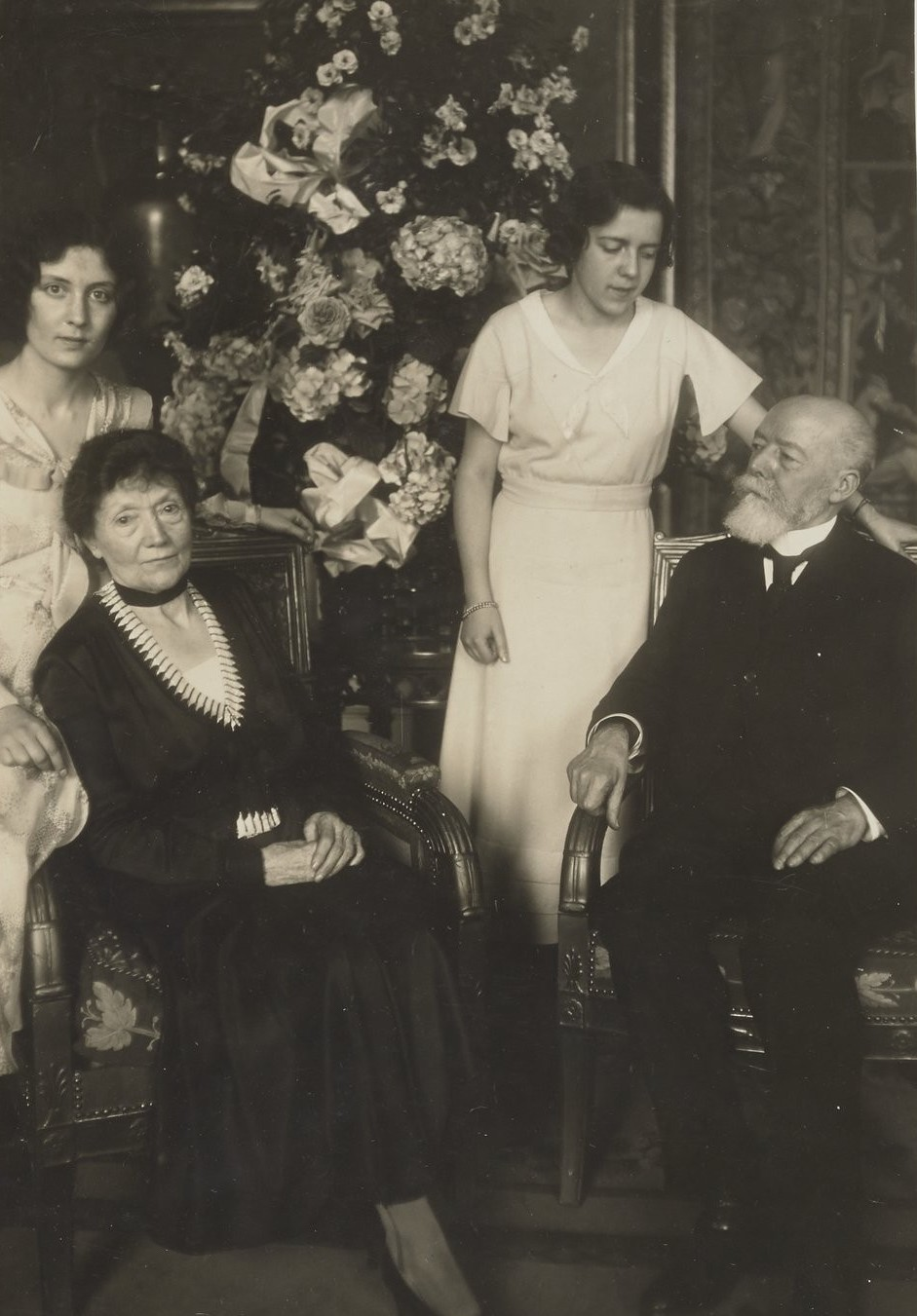
Paul et Blanche Doumer avec leurs filles Hélène et Germaine (1932).

Le 13 août 1878, à la mairie du 2e arrondissement de Paris, il épouse Blanche Richel (1859-1933), de la famille chez laquelle il logeait pendant ses études,. Paul Doumer vit ensuite au 61 boulevard de Beauséjour.
De leur mariage naissent huit enfants (cinq garçons et trois filles) dont seuls trois leur survivront :
- Fernand Paul (1879-1972)[23], officier et industriel, marié à Madeleine Despret, fille de l’industriel verrier belge Georges Despret[e] ;
- Hélène Blanche (1880-1968)[24], mariée à Pierre Émery, préfet des Pyrénées-Orientales (1912), du Gard (1916), du Puy-de-Dôme (1917), de la Meuse (1920) et de la Somme (1922-1929) ;
- Marcel Victor (1886-1918)[25], ingénieur, mort pour la France, marié à Jeanne Cattelain[f] ;
- René Léon (1887-1917)[26], employé en banque, mort pour la France, marié à Marie-Henriette Matray ;
- André Karl (1889-1914)[27], lieutenant d'artillerie, mort pour la France à 25 ans ;
- Armand Albert (1890-1923)[28], docteur en médecine, mort pour la France des suites d'une maladie contractée pendant la Grande Guerre[g] ;
- Lucile Jane (1893-1917)[31], mariée à Georges Crété, imprimeur et officier de la Légion d'honneur, et morte de chagrin[évasif], après la disparition de ses frères lors de la Première Guerre mondiale[h],[32] ;
- Germaine Louise (1897-1985), résistante ayant abattu un sous-officier allemand pendant la Seconde Guerre mondiale[33], mariée au docteur Georges Louis Lemaire.

Ses enfants lui inspirent l'ouvrage de morale Livre de mes fils (1906), dans lequel il écrit : « Je souhaite qu'ils se forment une idée élevée de l'homme du vingtième siècle, du bon Français, du citoyen de notre République, et que, les yeux fixés sur ce modèle, ils s'attachent à l'imiter, à réaliser en eux-mêmes les qualités et les vertus qu'ils auront mises en lui. […] Il faut aimer la patrie jusqu'à lui tout sacrifier, ses biens, sa vie, ses enfants, mais aussi jusqu'à puiser dans cet amour d'elle la force et le courage,. » L'ouvrage est réédité après la Première Guerre mondiale, qui tue quatre de ses cinq fils (alors qu'il avait la possibilité d'user de ses relations pour écarter ceux-ci des zones de combat).

## Parcours politique

### Débuts comme élu municipal à Laon (1887-1888)
Avec l'appui de son journal, Paul Doumer s'implante dans le département de sa belle-famille, l'Aisne, qu'il qualifie de « pays de la loyauté ». Il fonde et devient secrétaire de l'association républicaine du canton de Laon.
Il se présente aux élections municipales d'octobre 1887 à Laon, où la liste sur laquelle il figure obtient la majorité face à celle soutenue par Le Courrier de l'Aisne, dirigé par William Waddington. Paul Doumer devient conseiller municipal (républicain radical), étant à trente ans le benjamin du nouveau conseil municipal. Deux semaines plus tard, à la suite de la démission du maire de la ville, Jean-François Glatigny, il est élu premier adjoint au nouveau maire, Charles Bonnot. Pendant son mandat, ce dernier cherche à modérer les positions de son premier adjoint, qu'il juge excessives. Membre de la commission municipale chargée de l'agriculture, de l'industrie et du commerce, Paul Doumer se montre soucieux de réaliser des investissements tout en s'assurant de l'équilibre du budget municipal. En vertu de la loi Goblet, il exige au plus tôt la laïcisation de l'école communale des garçons. Rapidement, il acquiert une réputation de grand travailleur et de connaisseur des dossiers de la commune, qui compte alors quelque 10 500 habitants. Sa mesure phare est le lancement de la construction du tramway de Laon, qui permettra de relier la gare à la ville haute : mis en service en 1899, le tramway connaîtra un réel succès et fonctionnera jusqu'en 1971,.

### Première élection à la Chambre des députés (1888-1889)

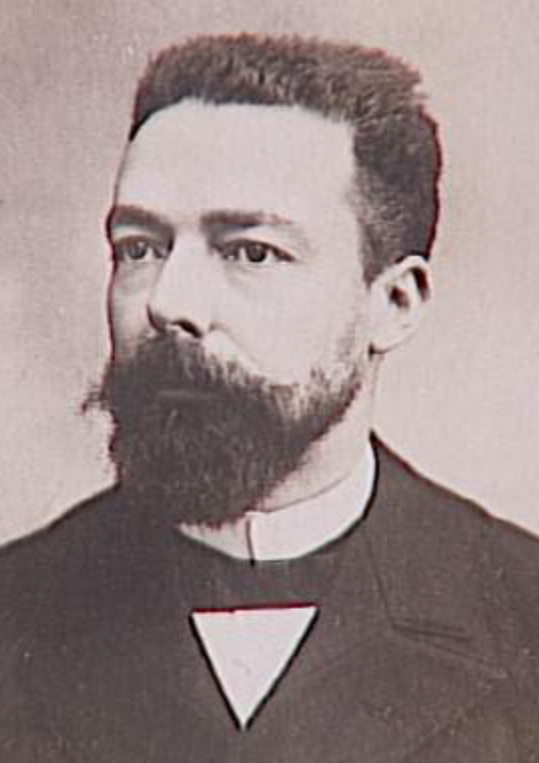
Portrait de Paul Doumer par Disdéri (années 1880).

En 1888, Paul Doumer est investi par les radicaux pour l'élection législative partielle faisant suite à la mort du député de l'Aisne Ernest Ringuier. À la tête du Courrier de l'Aisne, Charles Sébline mène alors une intense campagne contre Doumer, dénonçant son manque d'expérience et son parachutage dans le département. Il doit également faire face à la candidature du populaire général Boulanger, qui fait figure de favori sur ces terres plutôt rurales et conservatrices. Terminant en deuxième position du premier tour, Paul Doumer bénéficie finalement du désistement de Boulanger, arrivé nettement en tête du scrutin grâce au soutien des paysans et des mineurs. Le 8 avril, dans un contexte de faible participation, il est élu député avec 47 % des suffrages exprimés, contre 37 % au candidat orléaniste René Jacquemart. Il démissionne alors de ses mandats à Laon et quitte la rédaction de La Tribune de l'Aisne.
À la Chambre des députés, où ont encore lieu de vifs débats entre partisans de la monarchie et de la république, il fait partie des rares élus issus de la classe ouvrière. Durant ses dix-huit mois de mandat, pendant lesquels il siège au sein du groupe de la Gauche radicale, il se montre très actif, rédigeant plusieurs rapports, notamment sur les finances, l'armée et la marine. Il vote contre le projet de loi Lisbonne visant à réduire la liberté de la presse et en faveur de l'abandon du scrutin de liste au profit du scrutin d'arrondissement. Avec le dirigeant radical Léon Bourgeois, il milite pour le développement des sociétés coopératives ouvrières de production afin de réduire l'influence de ses adversaires socialistes, étant rapporteur de la loi sur le sujet. Ses relations avec le général Boulanger se dégradent lorsqu'il se prononce contre la proposition de celui-ci de réviser les lois constitutionnelles, puis lorsqu'il vote pour les poursuites contre le général et trois députés issus de la Ligue des patriotes,.
Candidat à sa réélection lors des élections législatives de 1889 dans la nouvelle seconde circonscription de Laon, il est battu dès le premier tour par le candidat boulangiste André Castelin.

### Chef de cabinet de Charles Floquet et député de l'Yonne (1889-1896)
Grâce à son travail législatif et à ses relations au sein de la franc-maçonnerie, Paul Doumer devient chef de cabinet du président de la Chambre des députés, Charles Floquet, en novembre 1889.
En 1891, à la suite de la mort du député René Laffon et avec l'aide de Floquet, il se porte candidat à un scrutin législatif partiel dans la première circonscription d'Auxerre, dans l'Yonne. Malgré la campagne hostile conduite à son égard par L’Estafette de Jules Ferry, il est élu au second tour avec 59 % des voix exprimées. Il quitte alors la tête du cabinet de Floquet. Le 10 décembre 1891, dans son premier grand discours à la Chambre, il appelle à une augmentation de l'impôt sur les successions et à l'instauration d'un impôt corrélé aux ressources des citoyens, qui sera par la suite appelé impôt sur le revenu. Faisant de cette dernière idée son combat principal dans un système fiscal qu'il juge très inégalitaire, il s'attire les critiques de la droite et d'une partie de la presse, notamment du Figaro. En avril 1894, aux côtés de Godefroy Cavaignac, il porte une proposition d'impôt progressif sur le revenu qui fait notamment face à l'opposition de Raymond Poincaré : la Chambre repousse le texte par 267 voix contre 236,.
Paul Doumer est réélu aux élections législatives de 1893 dès le premier tour de scrutin avec 56 % des suffrages exprimés. À l'ouverture de la nouvelle législature, il obtient qu'une séance soit consacrée chaque vendredi au travail et à la condition des ouvriers. En plus de la fiscalité, il travaille essentiellement sur les colonies, quelques années après le « tournant colonial » pris par la Troisième République. En 1893, il est rapporteur d'une proposition de loi de Joseph Reinach visant à instaurer un ministère des Colonies de plein exercice, ce qui est fait l'année suivante. En tant que rapporteur du budget des Colonies, il intervient en 1895 dans le cadre du projet de loi ayant pour objet le règlement provisoire de la situation financière du protectorat de l'Annam et du Tonkin et des dépenses de l'expédition du Siam ; il est alors pressenti pour remplacer le gouverneur général de l'Indochine française, Armand Rousseau, malade.

### Premier passage au ministère des Finances (1895-1896)
Le 1er novembre 1895, à trente-huit ans, bénéficiant de sa réputation d'expert des questions financières et fiscales, il est nommé ministre des Finances dans le premier gouvernement radical homogène de l'histoire, formé par Léon Bourgeois.
Cherchant à allier équilibre des finances publiques et justice sociale, Paul Doumer conduit une politique de rigueur, procédant à un plan d'économies et à une augmentation de l'impôt sur les successions. À l'instar des projets qu'il a précédemment défendus en tant que député, il prône la mise en place d'un impôt global et progressif sur le revenu. Devant remplacer la contribution personnelle et mobilière et l'impôt sur les portes et fenêtres, ce projet de prélèvement visant à s'appliquer aux revenus supérieurs à 2 400 francs suscite l'opposition de la droite et d'une partie de la majorité, effrayées par la personnalisation de la fiscalité directe, la progressivité et la déclaration de revenus. Le ministre des Finances leur répond que le système fiscal français fait davantage reposer l'impôt « sur le pauvre que sur le riche », et que la mesure, déjà adoptée par la Prusse, permettrait d'accroître les rentrées fiscales dans la perspective d'un nouveau conflit militaire. Avec le soutien des socialistes, le principe de l'impôt sur le revenu est approuvé par la Chambre des députés, ce qui constitue une première, les projets similaires précédents ayant tous été repoussés par l'assemblée.
Mais Paul Doumer se heurte à l'hostilité du Sénat, plus conservateur que la chambre basse, et doit faire face à des appels de membres de sa majorité à retirer son projet s'il ne veut pas faire chuter le gouvernement. Le ministre des Finances ne renonçant pas, le Sénat contraint le cabinet Bourgeois à la démission, le 23 avril 1896. Paul Doumer se voit alors tenu pour responsable du renversement du ministère. Redevenu simple député, il propose une nouvelle fois l'établissement de l'impôt sur le revenu en juillet 1896. Cet impôt sera finalement instauré en 1914, en raison de la nécessité d'accroître les recettes de l'État à l'aube de la Première Guerre mondiale,.

### Gouverneur général de l'Indochine française (1897-1902)

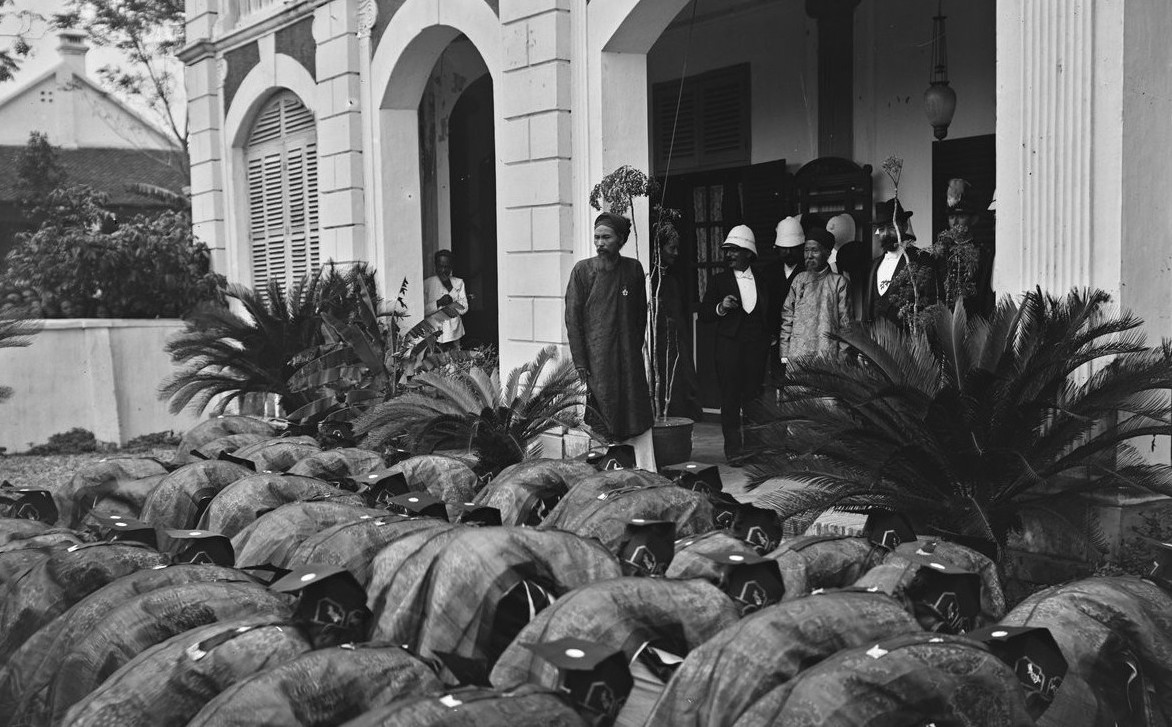
Paul Doumer aux côtés de Nguyễn Trọng Hợp et Cao Xuân Dục lors d'un concours triennal (Nam-Dinh, 1897, photographie d’André Salles).

À la fin de l'année 1896, après la mort d'Armand Rousseau, le président du Conseil, Jules Méline, lui propose de devenir gouverneur général de l'Indochine française. Paul Doumer répond positivement à l'offre du chef de gouvernement modéré, ce qui est considéré comme une trahison par les radicaux. Les détracteurs de Doumer l'accusent d'avoir accepté la fonction afin de bénéficier d'une rémunération conséquente alors qu'il est de notoriété publique qu'il est endetté. Il devient gouverneur général le 13 février 1897, étant remplacé à la Chambre des députés par Jean-Baptiste Bienvenu-Martin.
Doté d'importants pouvoirs, Paul Doumer est chargé de réorganiser l'Indochine française, qui connaît alors une grave crise. Marquées par l'affaire du Tonkin, l'opinion publique et la classe politique se montrent méfiantes à l'égard du territoire, qui est largement déficitaire et pour lequel d'importantes dépenses sont régulièrement engagées. Dans ce contexte, pendant les premiers temps de sa fonction, Paul Doumer ne bénéficie pas de nouveaux crédits pour l'Indochine. Chargé avant tout de redresser cette situation financière, il s'entoure d'un cabinet restreint, composé d'hommes venus avec lui de métropole. Il réprouve la politique de ses prédécesseurs, qui n'étaient selon lui que de simples « administrateurs », adoptant pour leitmotiv « gouverner partout, n'administrer nulle part ». À l'inverse des précédents gouverneurs généraux, il se rend régulièrement sur le terrain et bénéficie d'une réputation d'ubiquité.
L'Indochine française — qui comprend la colonie de Cochinchine et les protectorats de l'Annam, du Tonkin, du Cambodge et du Laos — doit selon Paul Doumer être gérée par un pouvoir central fort. Estimant que la conquête coloniale par étapes a conduit à un morcellement et jugeant insuffisante l'Union indochinoise, Paul Doumer entreprend une refonte administrative visant à unifier les différents territoires de l'Indochine. En 1899, sur le modèle de l'Indian Civil Service, il crée un corps unique des services civils dont il confie la surveillance à des inspecteurs chargés de lutter contre la corruption et l'arbitraire. Appelant à un État doté d'un appareil administratif et budgétaire performant, il met en place des organes centralisateurs. Mais rapidement, l'organisation initiée par Paul Doumer — surnommé le « Colbert de l'Indochine » — compte un très grand nombre de fonctionnaires et présente d'importantes rigidités.
Pour renforcer le gouvernement général, il réduit l'influence de la dynastie Nguyễn, et fait supprimer la fonction de kinh luoc, qui maintenait une forme de liaison entre le Tonkin et la cour impériale de Hué, au profit du résident supérieur français. Jugeant les Européens plus aptes à décider que les indigènes, il affaiblit ainsi considérablement le gouvernement impérial. Dans un article publié en 1909, il énumère les caractéristiques des races supérieures : propension au travail, patriotisme, amour de la culture, courage et force morale ; dans cette optique, il estime que les Annamites sont supérieurs aux populations voisines en raison de leur intelligence et de leur discipline. Afin de renforcer la connaissance des Français pour les particularités de cette région d'Asie, il crée l'École française d'Extrême-Orient, qui attire nombre de savants. Sa politique mêle ainsi des éléments d'assimilation et d'association.
Sur le plan financier, confronté aux contraintes budgétaires imposées par la métropole, il renforce la lutte contre la fraude, instaure de nouveaux prélèvements obligatoires et augmente ceux déjà existants. L'institution en 1899 d'un budget général se fait au détriment des budgets locaux et notamment de la Cochinchine, principal moteur économique de l'Indochine étant parvenu jusque-là à conserver une forte indépendance. Cette dernière mesure attire à Paul Doumer de vives critiques de la presse et des figures de la Cochinchine, notamment de Paul Blanchy et Charles Le Myre de Vilers, qui affirment qu'il souhaite faire payer la colonie pour les protectorats. Grâce notamment aux droits de douane et à la mise en place — très contestée par la population — des régies (sur le sel, l'opium que la Régie de l'opium raffine et vend pour le compte de l'état par le biais du service des Douanes jusqu'en 1945  et l'alcool de riz), le gouvernement général parvient rapidement à dégager des excédents budgétaires.

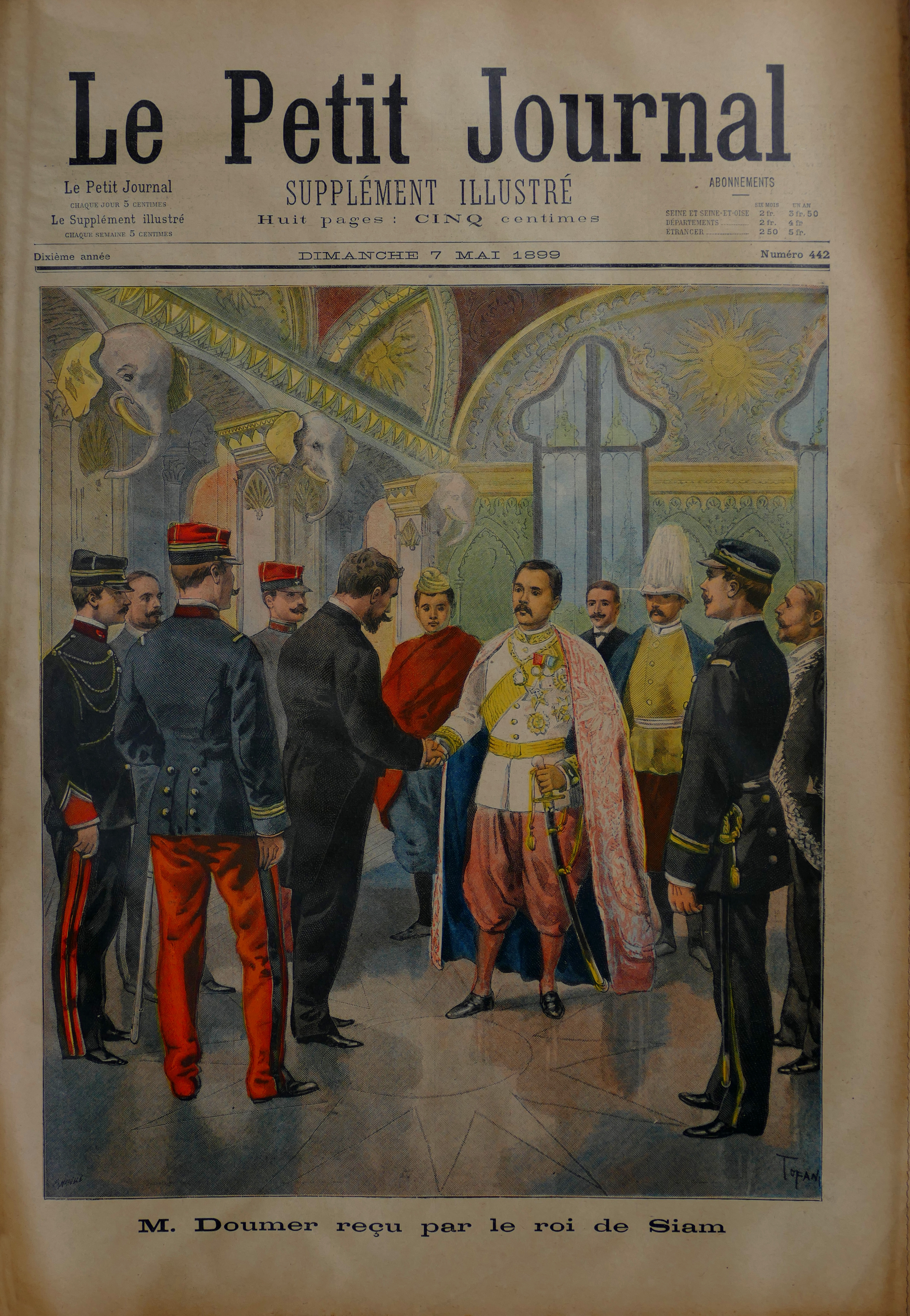
Le Petit Journal faisant état d'une visite de Paul Doumer au Siam (actuelle Thaïlande) et d'une rencontre avec le roi Rama V, en 1899.

Si elles appauvrissent et révoltent les populations indigènes, ces nouvelles recettes permettent à Paul Doumer d'obtenir le soutien de la Banque de l'Indochine et de lancer plusieurs grands projets d'infrastructures (chemins de fer, routes, ponts, ports, etc.) en utilisant les techniques et le savoir-faire européens. C'est en particulier le cas à Hanoï, où sont notamment construits le Grand Palais et le pont Paul-Doumer, qui s'étend sur une longueur de 1 670 mètres au-dessus du fleuve Rouge. Paul Doumer organise dans la ville une exposition mondiale, qui se déroule en 1902 et 1903, afin de présenter la modernisation en cours en Indochine ; le coût élevé de cet événement, pénalisé par la démission de Doumer, laisse le budget de la ville en déficit pendant une décennie,. Il se fait également construire la Villa Blanche — du nom de sa femme — au cap Saint-Jacques, lieu de villégiature prisé des coloniaux de Cochinchine française. En matière agricole, il permet la répartition des terres en faveur des colons et grandes entreprises françaises.
Considérant que « la civilisation suit la locomotive », il est un ardent partisan de la construction d'un chemin de fer traversant tout le territoire, le « Transindochinois », dont le plan du réseau avait commencé à être dressé par son prédécesseur, Armand Rousseau,. Ce chemin de fer, construit par des « coolies » dans des situations précaires, sera achevé en 1936. Pour la réalisation de la ligne du Yunnan, il obtient un emprunt de 200 millions de francs-or. Les services de Paul Doumer font également terminer les travaux du port d'Haïphong. Il transfère le gouvernement à Hanoï, où il fait construire une nouvelle résidence pour les gouverneurs généraux et qu'il désigne comme capitale de l'Indochine en 1902 en remplacement de Saïgon. En collaboration avec le médecin Alexandre Yersin, il ordonne aussi la construction de la ville de Dalat, afin que les travailleurs européens puissent profiter d'un sanatorium et récupérer ainsi du rude climat de l'Annam. À la suite de l'agronome Auguste Chevalier et de l'économiste Henri Brenier, Paul Doumer se montre favorable à l'acclimatation de l'hévéa — dont la culture est déjà importante en Malaisie britannique et aux Indes néerlandaises — dans les terres récemment conquises de Sumatra. Il est également à l'origine de l'université de médecine de Hanoï.
Inquiet de l'avancée en Asie de la Russie et du Royaume-Uni, Paul Doumer semble être favorable à une colonisation de la Chine par la France. Sans en informer Paris, il fait en sorte de créer une situation de fait devant conduire à l'annexion de la prospère province du Yunnan, dans le sud-est du pays. À ce titre, il visite en juin 1899 la capitale de la région, Kunming, où il fait face au refus du vice-roi de satisfaire sa demande d'obtention d'un terrain destiné à construire une gare ferroviaire. Cet incident diplomatique conduit à un soulèvement d'habitants du xian de Mengzi redoutant l'achat de leurs mines d'étain par les Français. Le ministre français des Affaires étrangères, Théophile Delcassé, assure alors à la Chine et au Royaume-Uni qu'il n'entend pas annexer le Yunnan. Quelques mois plus tard, éclate contre les colons la révolte des Boxers, lors de laquelle Paul Doumer fait envoyer des troupes d'Indochine pour soutenir les légations étrangères,. Dans le même temps, ses relations avec l'armée coloniale sont tendues, cette dernière n'acceptant pas l'ingérence du gouvernement général dans ses prérogatives.
Souhaitant revenir en métropole pour briguer un nouveau mandat de député aux élections législatives, Paul Doumer démissionne de sa fonction de gouverneur général en mars 1902. Il est remplacé en octobre suivant par Paul Beau, réputé plus consensuel que lui,. Avec ses cinq années passées en Indochine, Paul Doumer est l'un des gouverneurs généraux du territoire à la longévité la plus importante, la plupart de ses prédécesseurs ayant occupé le poste pendant un ou deux ans,. Il est également considéré comme ayant été l'un des gouverneurs les plus actifs. Face aux critiques dont il fait l'objet à son retour en métropole, notamment sur la question indigène, il publie en 1905 un ouvrage de souvenirs d'Indochine, qui servira de référence à plusieurs responsables militaires pendant la guerre d'Indochine,. Ayant permis un redressement de la situation financière et administrative de l'Indochine et renforcé la position de la France face au Royaume-Uni, son action lui servira de tremplin pour la suite de sa carrière politique. Ses successeurs inscriront d'ailleurs leur politique dans la continuité de celle de Paul Doumer, qui sera classé par le général de Gaulle parmi les meilleurs « proconsuls » de l'histoire de France.

Le Grand Palais, construit à Hanoï à l'initiative de Paul Doumer.
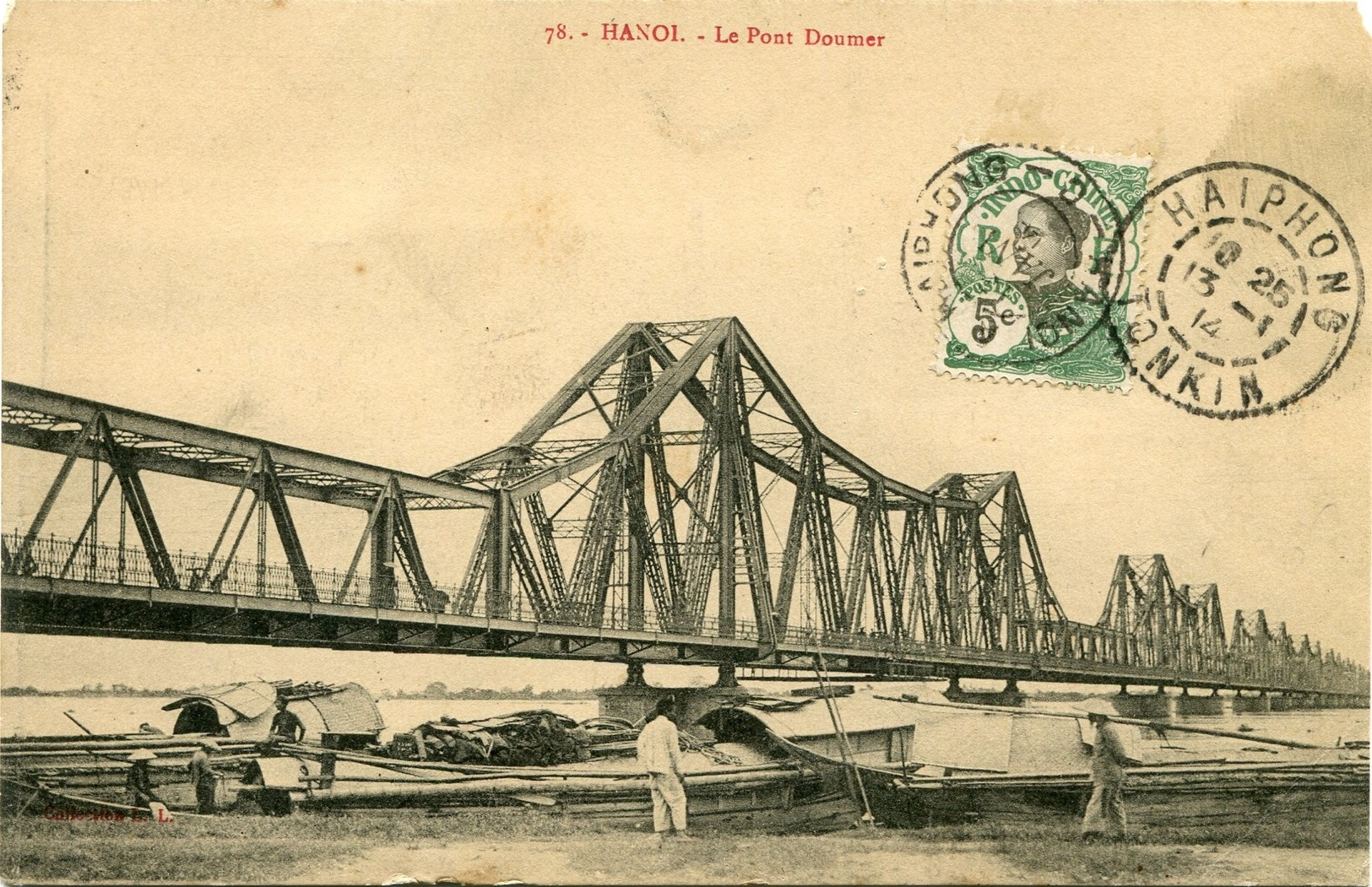
Le pont Paul-Doumer, rebaptisé par la suite pont Long Biên, à Hanoï.
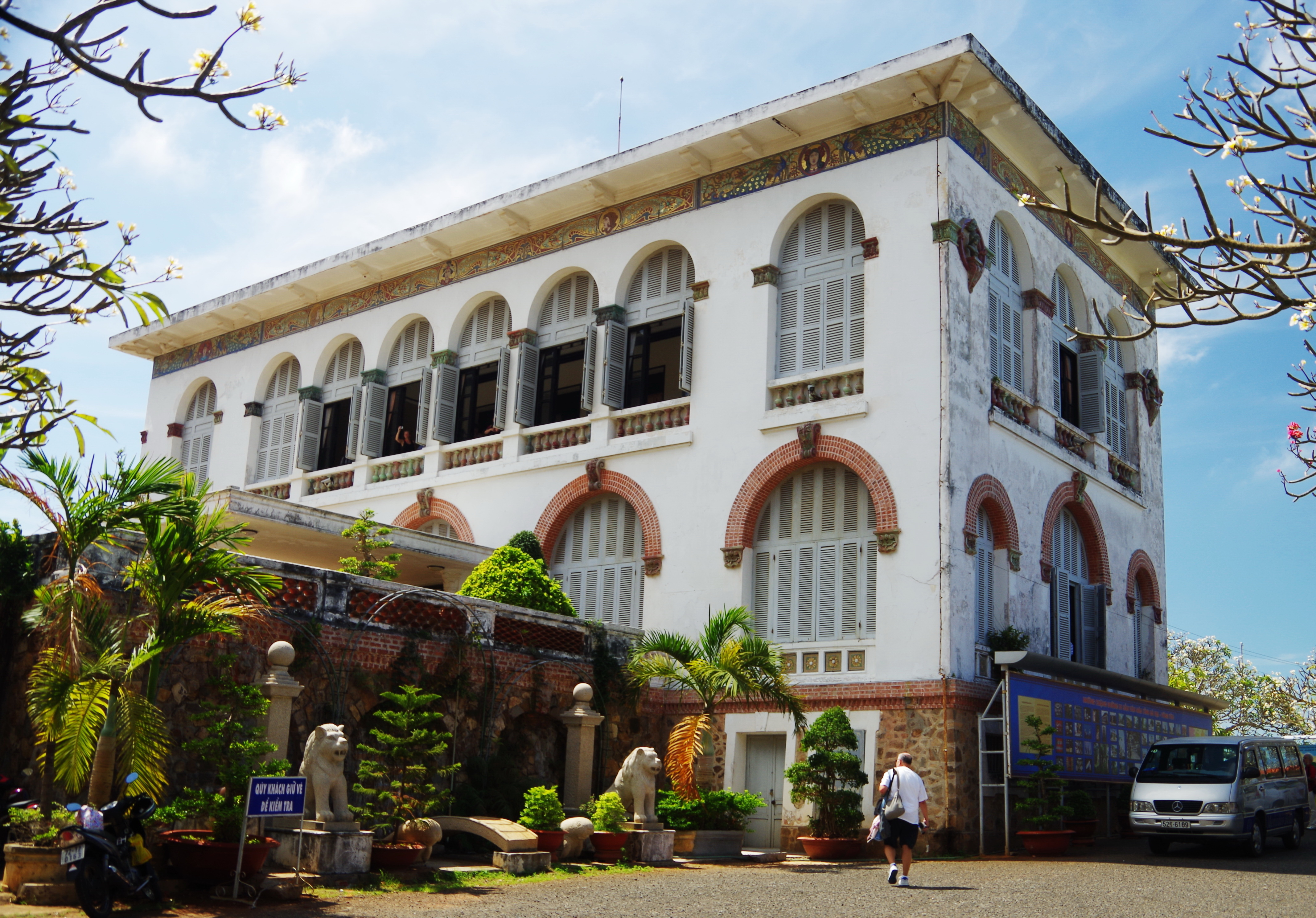
La Villa Blanche de Paul Doumer à Vũng Tàu (anciennement Cap Saint-Jacques) en 2013.

### Retour en France et présidence de la Chambre des députés (1902-1906)
De retour en métropole le 7 avril 1902, Paul Doumer décide de reprendre une carrière politique dans l'Aisne, et acquiert fin 1904 une vaste propriété à Anizy-le-Château. Aux élections législatives de 1902, il se présente à nouveau dans la seconde circonscription de Laon, en tant que candidat radical pour le bloc des gauches. Après le désistement d'André Castelin, il l'emporte au premier tour, avec 98 % des suffrages, contre un socialiste indépendant. Il entre dans le même temps en contact avec l'historien André Lichtenberger, qui devient son assistant.

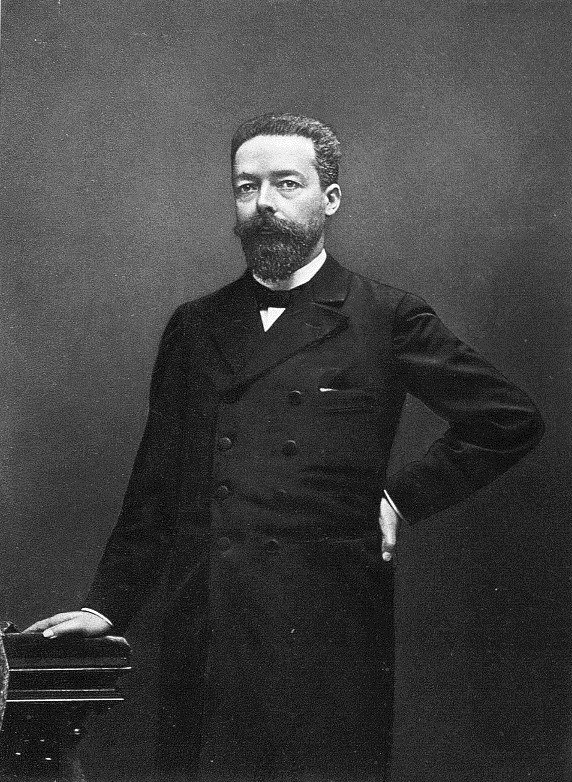
Paul Doumer par Eugène Pirou (1905).

Sous la VIIIe législature, il accède en 1903 à la présidence de la commission du Budget de la Chambre, après avoir battu le radical-socialiste Fernand Dubief ; il est réélu en 1904 à une très large majorité. À la tête de cette prestigieuse commission, il appelle à la réduction des fonds secrets du ministère de l'Intérieur, qui constituent selon lui un moyen de corruption. Dans le même temps, il continue de prendre ses distances avec sa famille politique d'origine, une évolution qui était déjà perceptible lors de ses responsabilités en Indochine française. Indigné par le rôle de la franc-maçonnerie et du gouvernement — notamment du général André — dans l'affaire des fiches, il dénonce des « procédés de basse police »,. Dans ce contexte, il s'oppose à la politique anticléricale du cabinet Combes, qu'il qualifie de « sectaire » et dont il critique les méthodes. Comme les radicaux modérés Jean-Marie de Lanessan et Édouard Lockroy, il s'oppose également au ministre Camille Pelletan sur la question de la Marine nationale.
En 1904, il est élu conseiller général de l'Aisne dans le canton d'Anizy-le-Château, un mandat qu'il exercera jusqu'à son élection à la présidence de la République : une telle longévité est exceptionnelle pour cette époque, les personnalités de la Troisième République n'accordant qu'une faible importance à l'échelon départemental. Au conseil général de l'Aisne, dont il prendra la tête par la suite, l'une de ses premières actions est de faire repousser une proposition de motion félicitant le président du Conseil, Émile Combes, pour son action anticléricale. Pendant ses différents mandats, Paul Doumer s'implique principalement sur les questions de transports : il fait notamment voter, sur le modèle de sa réalisation à Laon, la construction d'un tramway à traction électrique reliant Anizy-le-Château à Tergnier, et porte plusieurs projets de lignes de chemin de fer.
Lors de l'élection à la présidence de la Chambre des députés du 10 janvier 1905, il présente sa candidature, qui reçoit le soutien de députés radicaux dissidents, du centre et de la droite appréciant son opposition au cabinet Combes. Avec 265 voix, il remporte le scrutin face au président sortant, le radical Henri Brisson, qui obtient 25 suffrages de moins. C'est la première fois qu'un candidat est élu à la présidence de la chambre basse grâce à un mélange de voix de gauche et de droite. Cette élection fragilise le gouvernement et la majorité du bloc des gauches, qui commence à se déliter. Violemment conspué lors de son discours de victoire, Paul Doumer fait l'objet de vives critiques de la presse de gauche ; ainsi, L’Aurore relate l’issue du scrutin de la façon suivante :

« Le petit groupe de droite applaudit, assez pour souligner son contentement, assez peu pour ne pas compromettre trop vite son élu. Ils avaient bien tort de se gêner : dans la salle des pas perdus, on se montrait un exemplaire du Pèlerin (supplément illustré de La Croix) qui publiait un portrait de M. Doumer avec une biographie sympathique. C’était clair. »

Au « perchoir », quelques jours après son élection, Paul Doumer est considéré comme le principal responsable de la chute du cabinet Combes, ses adversaires parlant alors à son sujet de « boulangisme civil ». À la fin de l'année 1905, conformément à la tradition en vigueur pour le président de la Chambre, il s'abstient lors du vote de la loi de séparation des Églises et de l'État. S'il est critique envers l'absentéisme des députés et n'hésite pas à multiplier les séances de nuit, il ne se montre pas particulièrement assidu pour présider les débats de l'assemblée. Le 9 janvier 1906, après avoir contribué au rejet d'une résolution prévoyant l'élection du président de la Chambre au scrutin public et non plus secret, il est réélu avec 287 suffrages contre 269 au candidat présenté par la délégation des gauches et soutenu par la Gauche radicale et le groupe radical-socialiste, Ferdinand Sarrien,.

### Défaite à l'élection présidentielle et traversée du désert (1906-1912)

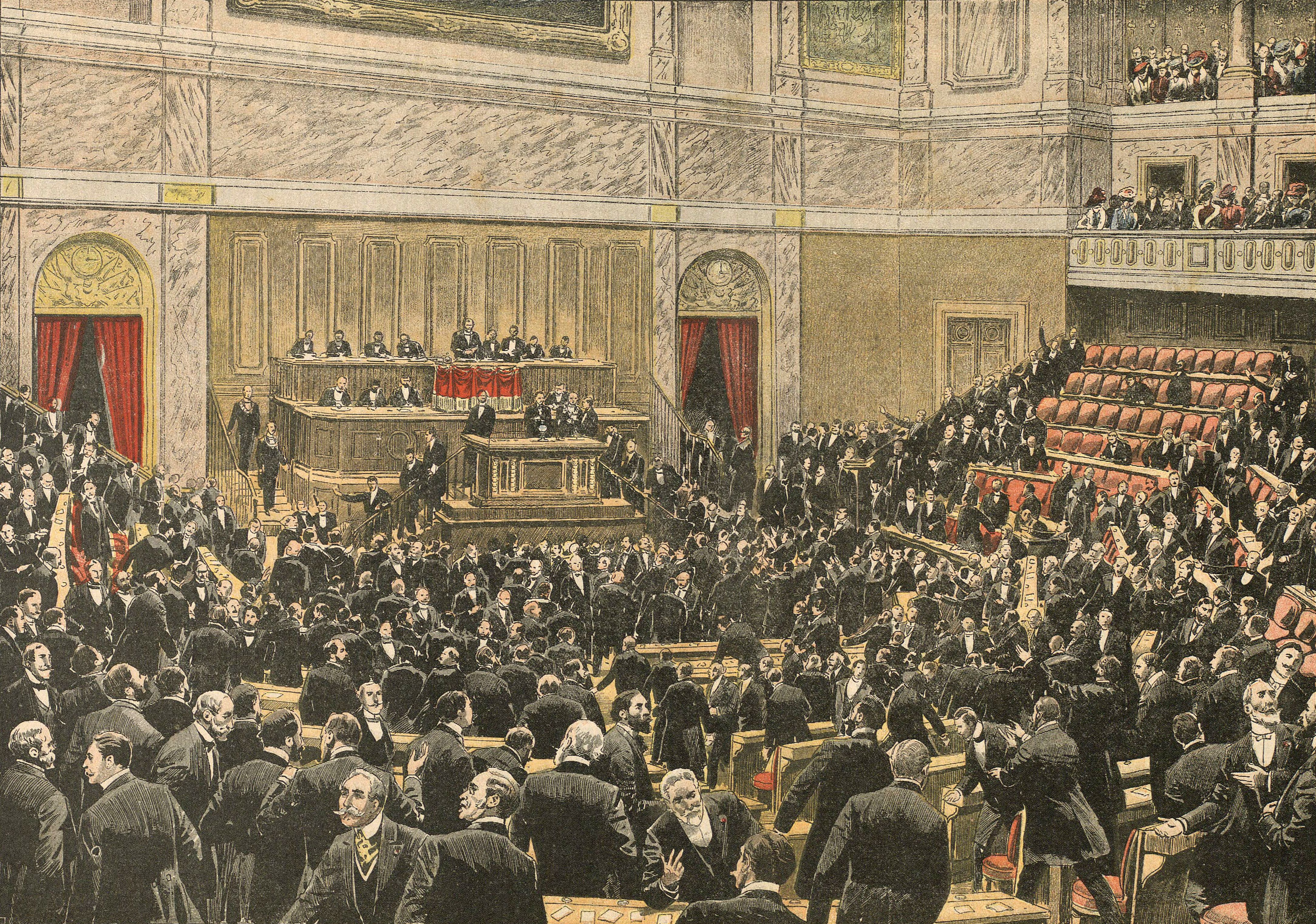
Parlementaires prenant part au scrutin présidentiel de 1906 (gravure du supplément illustré du Petit Journal).

Au début de l'année 1906, après avoir publié son Livre de mes fils, Paul Doumer se porte candidat à la présidence de la République pour succéder à Émile Loubet. Soutenu par les cléricaux, il reçoit l'appui financier de commerçants et hommes d'affaires, tandis que Jean Jaurès fait partie de ses plus farouches opposants. Le 17 janvier 1906, avec 371 voix (43,8 %), il est battu au premier tour par le président du Sénat et candidat du bloc des gauches, Armand Fallières, qui réunit 449 voix (52,9 %). Plus clivant que son adversaire, Paul Doumer a souffert auprès de la gauche de son rapprochement avec les conservateurs, de sa contribution à la chute du gouvernement Combes et de son souhait de renforcer la fonction présidentielle.
Réélu confortablement député de l'Aisne (63 % des voix au premier tour) aux élections législatives de mai 1906, il ne brigue pas un troisième mandat au « perchoir », Henri Brisson lui succédant après l'ouverture de la IXe législature. Évincé du groupe de la Gauche radicale, il siège comme non-inscrit à la Chambre. Il est rapporteur général du budget, et défend la colonisation et le réarmement du pays. Le 5 décembre 1906, il est reçu à Saint-Pétersbourg par le tsar Nicolas II, qui souhaite l'interroger sur son action en Indochine, ainsi que sur des questions liées aux finances et aux travaux publics. En parallèle, Paul Doumer écrit des articles dans le journal Le Petit Parisien. Lors des élections législatives de 1910, abandonné par la gauche et laissant sceptiques certains conservateurs, il perd son siège de député, recueillant 47 % des voix au second tour face à André Castelin, qui l'avait déjà battu en 1889 et qui se présentait cette fois comme candidat républicain indépendant,. Plusieurs commentateurs annoncent alors la fin de la carrière politique de Doumer.
Pendant les deux années qui suivent cet échec, bénéficiant de son parcours politique et de son expertise en matière financière, Paul Doumer se consacre au monde des affaires. Il préside de nombreux conseils d'administration, notamment celui de la Compagnie générale d'électricité (CGE), celui de la Chambre syndicale des fabricants et constructeurs de matériel pour chemins de fer et tramways et celui de l'Union minière et métallurgique de Russie. À la tête de la CGE, à laquelle il accède alors qu'il n'avait aucun lien avec elle, il préside un temps les filiales Compagnie nationale du Rhône et Energía Eléctrica de Cataluña ; il conservera cette fonction à la CGE jusqu'en 1927, démissionnant seulement lors de ses nominations au gouvernement. Jusqu'en 1914, il est également vice-président de l'Union des industries et métiers de la métallurgie (UIMM). Ces multiples fonctions, qui lui assurent de confortables revenus alors qu'il était jusque-là toujours endetté, lui attirent les critiques de la presse et d'opposants, qui le jugent affairiste.
En 1910, avec André Lichtenberger, il lance l'hebdomadaire L'Opinion : très en vogue à Paris, dirigé par l'homme politique Maurice Colrat, le journal est apprécié de la droite libérale. Paul Doumer préside en outre l'Office national des universités et écoles françaises, lancé par Léon Bourgeois et Paul Deschanel afin de créer des liens entre les établissements d'enseignement français et étrangers. Il contribue ainsi au lancement et au développement de l'Institut français de Florence et de l'Institut français de Saint-Pétersbourg, avec notamment le soutien de Pierre Loti.

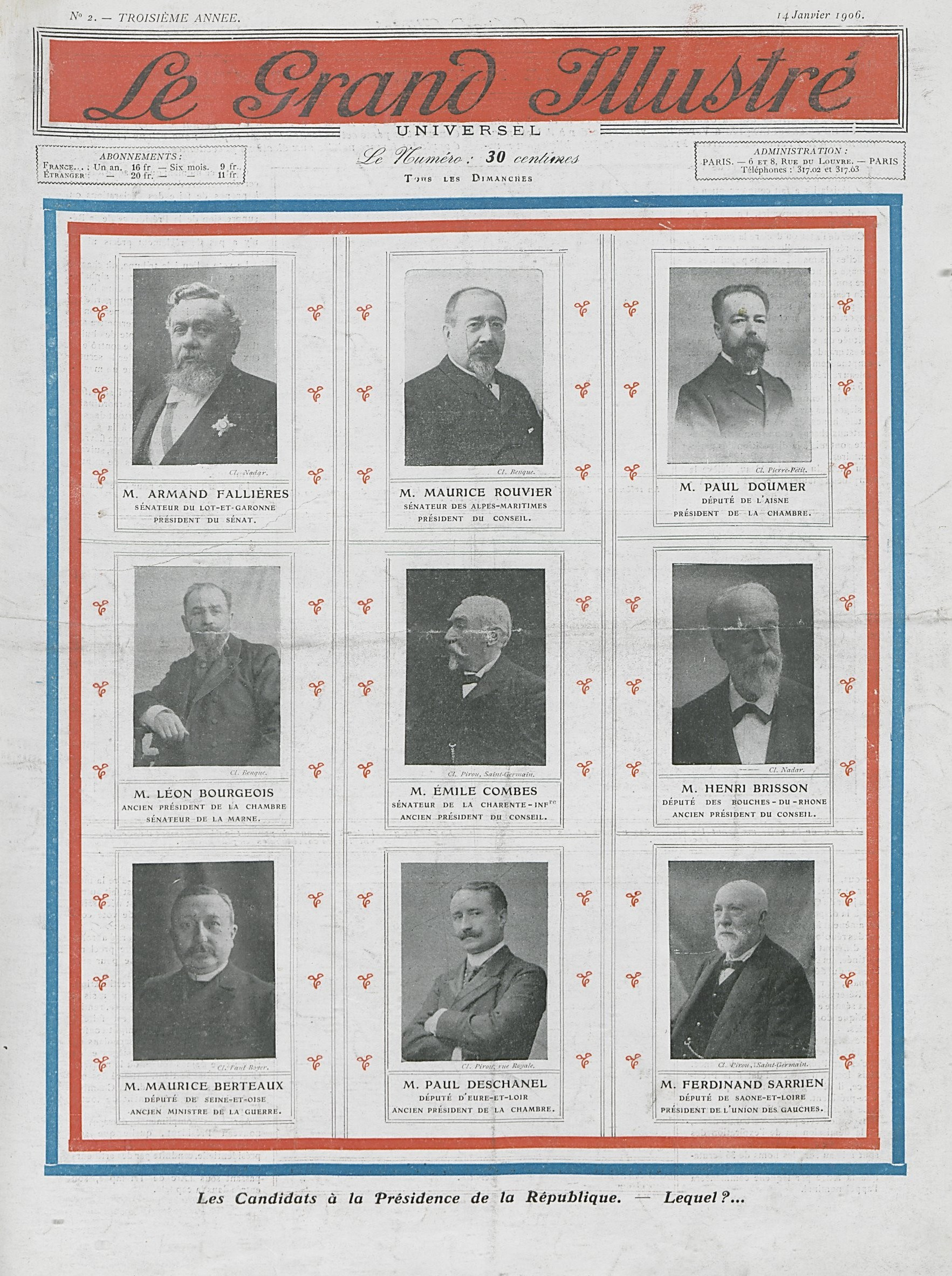
Une du Grand illustré du 14 janvier 1906 présentant les possibles candidats à la présidentielle de 1906.
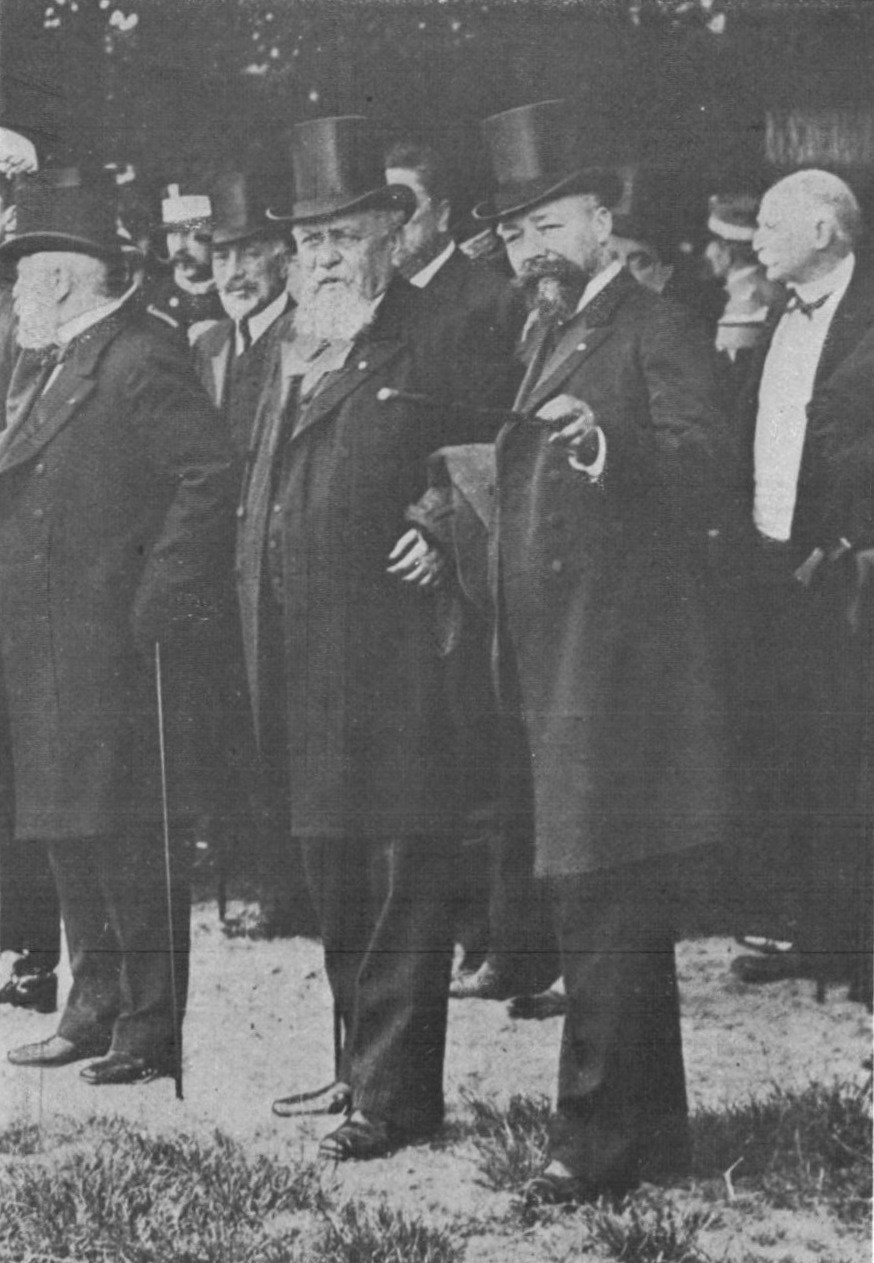
Paul Doumer aux côtés d'Armand Fallières et du président sortant, Émile Loubet.
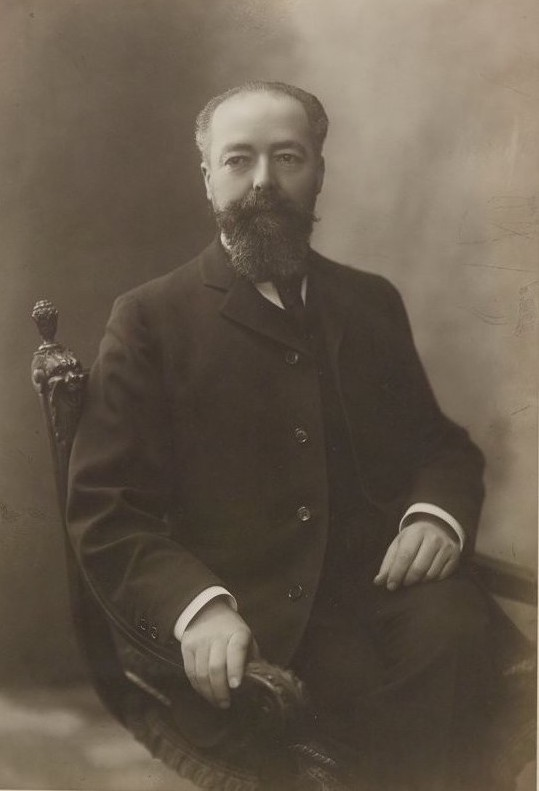
Portrait photographique de Paul Doumer vers 1900 (par Henri Manuel).

### Élections au Sénat et Première Guerre mondiale (1912-1921)
En 1912, il décide de briguer un siège de sénateur. À cette époque, une entrée au Sénat est considérée comme plus prestigieuse qu'une élection comme député. Alors qu'il est rejeté par les radicaux de l'Aisne, notamment par le député Pascal Ceccaldi, il opte pour une candidature en Corse, après avoir sans succès tenté de se présenter dans son départemental natal du Cantal. Il reçoit alors le soutien du Parti républicain démocratique (PRD), classé au centre droit de l'échiquier politique. Pendant la campagne des élections sénatoriales, Bastia-Journal le décrit comme un « histrion d'Indochine, vautour d'Auvergne, traître à son parti, brûlé partout ». Malgré l'hostilité des francs-maçons, du gouvernement Caillaux et du Parti radical, il l'emporte au premier tour de scrutin, le 7 janvier 1912, avec 59 % des suffrages, ce qui en fait le mieux élu des trois sénateurs du département,. Au début de l'année 1913, il adhère au groupe de l'Union républicaine, alors que les radicaux se réunissent au sein de la Gauche démocratique radicale et radicale-socialiste.

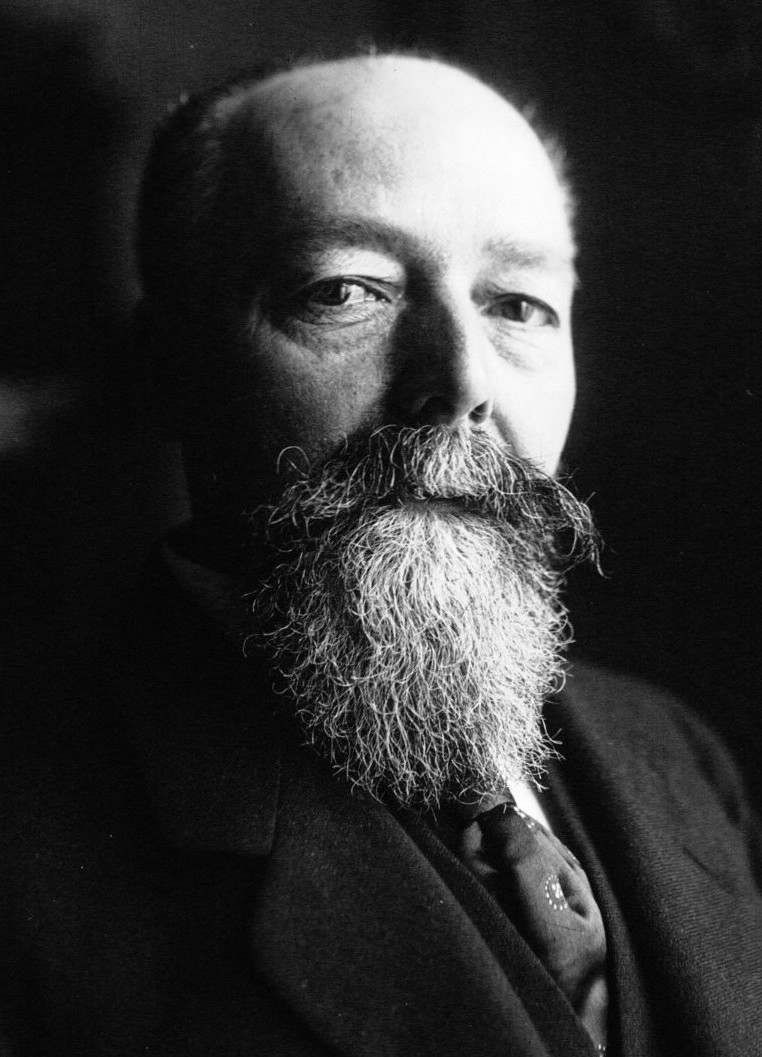
Paul Doumer en 1913.

Comme à la chambre basse, Paul Doumer apparaît comme un expert des thématiques financières et militaires : il siège ainsi à la commission des Finances et à celle de l'Armée, dont il est rapporteur alors que le coup d'Agadir laisse présager une nouvelle guerre avec l'Allemagne. Dénonçant depuis des années un manque de préparation de la France face à un éventuel conflit militaire, il fait en sorte d'augmenter les effectifs de l'armée, notamment en accélérant l'adoption du projet de loi consacrant le retour au service militaire de trois ans (au lieu de deux), s'opposant ainsi vivement à Édouard Herriot. Il continue de prôner un important réarmement de la France, écrivant dans son ouvrage La Métallurgie du fer (1912) que « c'est par l'acier qu'on sauvegarde l'indépendance d'un peuple ». Début 1914, il est nommé membre du Conseil supérieur aéronautique militaire.
Lors du déclenchement de la guerre, il décide de rester à Paris alors que les autorités politiques se replient à Bordeaux. À sa demande, il devient chef du cabinet civil du gouvernement militaire de Paris, conduit par le général Gallieni. Cette nomination rencontre l'opposition du président du Conseil, René Viviani, et d'autres personnalités politiques, qui font circuler la rumeur que Doumer et le général fomentent un coup d'État. Entre septembre et décembre 1914, finalement nommé en raison de l'insistance de Gallieni, Paul Doumer assure la liaison entre l'état-major et le gouvernement Viviani, qui se trouve à Bordeaux. Il travaille sur les travaux de fortifications de Paris — dont il est un fervent partisan, se montrant horrifié à l'idée de laisser les forces allemandes pénétrer dans la capitale —, mais aussi sur l'acheminement des fabrications de guerre et sur la fourniture des services publics,. Alors que l'état de siège est déclaré, il préside la commission chargée d'organiser les secours volontaires, et assiste le général Gallieni dans sa décision de réquisitionner plus d'un millier de taxis parisiens dans le cadre de la bataille de la Marne. Devenu le parlementaire occupant la position civile la plus élevée, Paul Doumer relègue au second plan le préfet de la Seine et le préfet de police de Paris. Lors de la reprise des travaux parlementaires, le 22 décembre 1914, le cabinet civil du gouvernement militaire est supprimé.
Vice-président de la commission de l'Armée du Sénat à partir de janvier 1915, Paul Doumer continue d'appeler à l'augmentation des effectifs militaires et de prôner le refus de tout passe-droit pour les fils issus de familles aisées. Il tente sans relâche d’assurer ses prérogatives de contrôle sur le gouvernement et l'armée, ce qui engendre des tensions avec le général Joffre et Alexandre Millerand, ministre de la Guerre, une fonction que Doumer est réputé convoiter. Au nom de sa commission, Paul Doumer est rapporteur du projet de ratification des 34 décrets relatifs à l’organisation militaire pris entre août et décembre 1914 par le gouvernement, notamment par le ministre de la Guerre : il juge les textes illégaux car n’ayant pas fait l’objet d’une dérogation législative, mais accepte leur ratification au nom des circonstances exceptionnelles. En décembre 1915, il part en mission à Pétrograd pour négocier avec l'empereur Nicolas II l'envoi en France de troupes russes,.

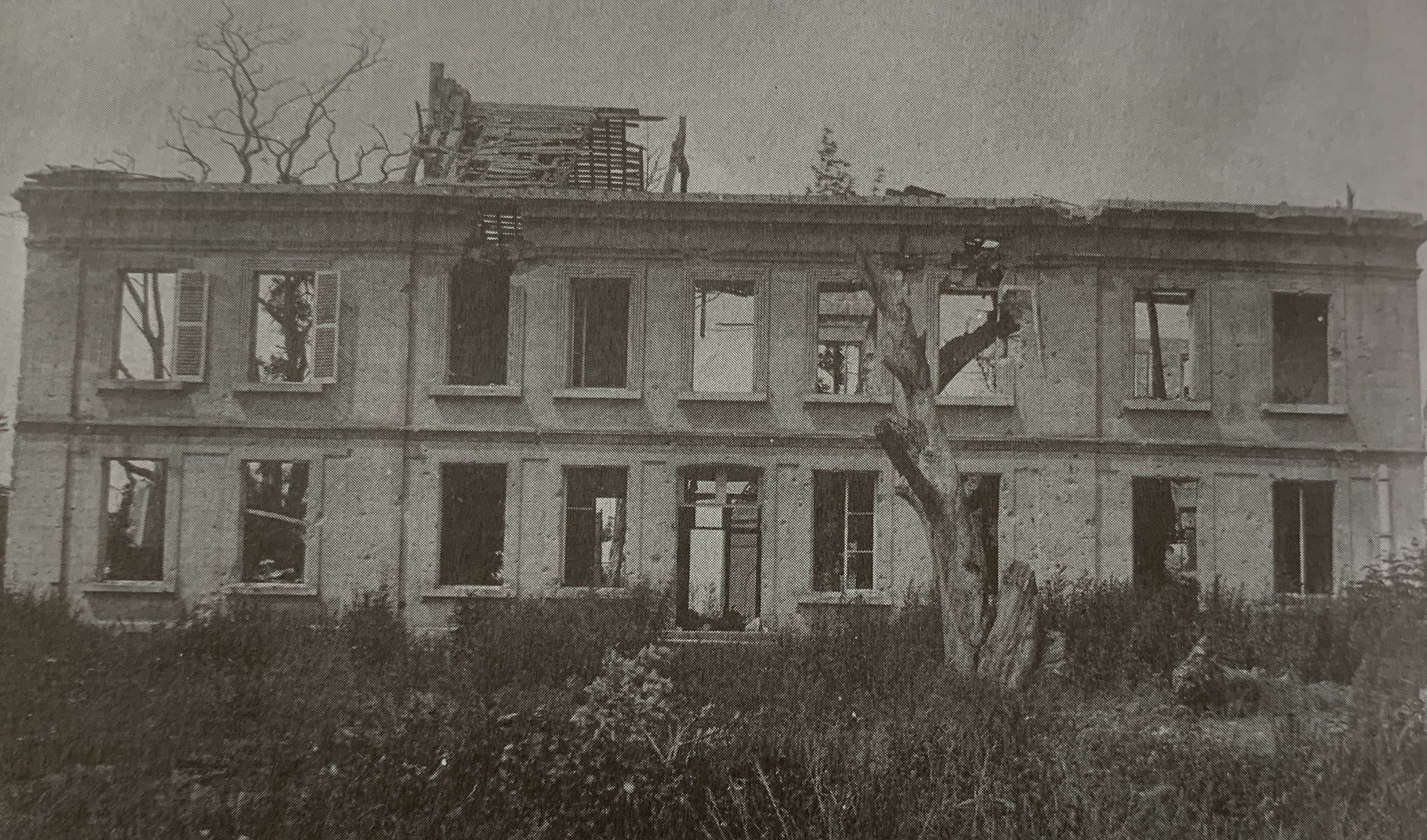
Maison de la famille Doumer détruite par les Allemands lors de la Première Guerre mondiale (Anizy-le-Château, 1920).

La guerre touche personnellement Paul Doumer, puisqu'elle coûte la vie à quatre de ses fils,. Sa propriété d'Anizy-le-Château est en outre détruite par les Allemands,. Marqué par ces tragédies, Paul Doumer se fera jusqu'à sa mort un ardent défenseur de la cause des anciens combattants. Pendant le conflit, il tient à effectuer de nombreuses visites sur le front, où il relève des erreurs commises par les autorités, à qui il reproche un manque d'organisation, notamment lors de la bataille du Chemin des Dames. En mai 1915, il se voit refuser l’accès au front de l'Est par Joffre et Millerand, toujours méfiants à l’égard de la volonté de contrôle du Parlement, qui s’en émeut vivement.
Le 12 septembre 1917, dans le gouvernement de Paul Painlevé, il devient ministre d'État et membre du Comité de guerre, où siègent également Louis Barthou, Léon Bourgeois et Jean Dupuy. Cette nomination est en partie due à la volonté du nouveau président du Conseil d'apaiser les relations entre le pouvoir exécutif et le Sénat alors que la commission sénatoriale de l'Armée s'est montrée particulièrement virulente à l'égard du précédent gouvernement. Travaillant avec Léon Bourgeois, Paul Doumer forme un comité économique coordonnant les efforts des finances, du commerce de l'armement, du ravitaillement et des travaux publics,. Il fait notamment adopter un projet de loi sur le recrutement de l'intendance militaire. Mais le cabinet Painlevé tombe le 13 novembre 1917, deux mois seulement après sa formation. Nommé chef du gouvernement, Georges Clemenceau ne reconduit pas Paul Doumer, qu'il respecte mais avec qui ses relations sont tendues,.

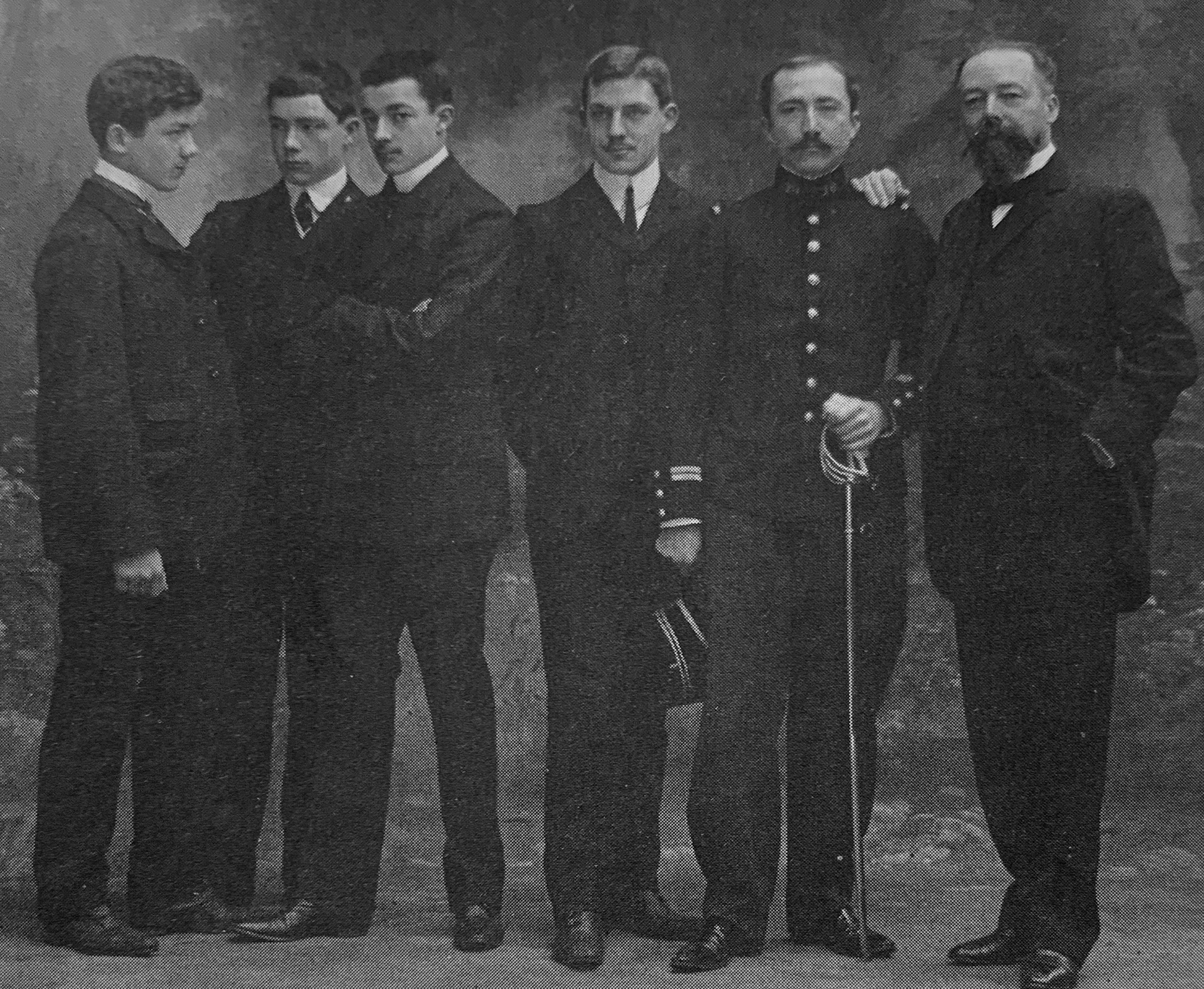
Paul Doumer avec ses cinq fils, dont quatre mourront pour la France
(Nadar, 1905).

Après l'armistice, bénéficiant d'un grand prestige moral — notamment à droite — en raison de son action et des épreuves qu'il a subies pendant le conflit, Doumer est un temps considéré comme un possible successeur du président de la République, Raymond Poincaré. Il participe à l'élaboration de la « Charte des sinistrés » et à la mise en place d'une commission d'enquête sur les faits de guerre. Au conseil général de l'Aisne, il plaide pour que la commune de Coucy-le-Château ne soit pas reconstruite, afin de laisser visible la « destruction sauvage » des Allemands. Toujours impliqué dans les thématiques coloniales, il est membre de la commission du Sénat chargée de procéder à une étude économique sur les moyens d'accroître les efforts de production des colonies françaises, alors que la métropole est détruite. Le sénateur de la Corse continue également de s'intéresser aux questions financières, notamment à l'impôt sur le revenu, et à la refonte du système fiscal pour réduire l'important déficit public de la France. Élu rapporteur général du budget en janvier 1920, il s'oppose sur plusieurs sujets au ministre des Finances Frédéric François-Marsal. Il est alors vu comme ayant davantage d'influence qu'un ministre.
Neuf ans après avoir refusé son parachutage, les radicaux du Cantal lui proposent une investiture aux élections sénatoriales de 1921, mais Paul Doumer décline l'offre. Proche de l'Alliance républicaine démocratique (ARD), seul représentant de la droite gaviniste, il est réélu sénateur de la Corse au second tour avec 52 % des voix, un score sensiblement inférieur à celui qu'il avait obtenu dès le premier tour en 1912. Bien qu'il ait utilisé ses relations parisiennes pour améliorer significativement les infrastructures de l'île — dont il dit qu'elle est « encore presque dans le même état où Jules César a trouvé la Gaule » —, il a été desservi par les « ambitions continentales » qui lui sont prêtées et par son manque de présence sur le terrain pendant son premier mandat.

### Retour au gouvernement et commission des Finances (1921-1926)

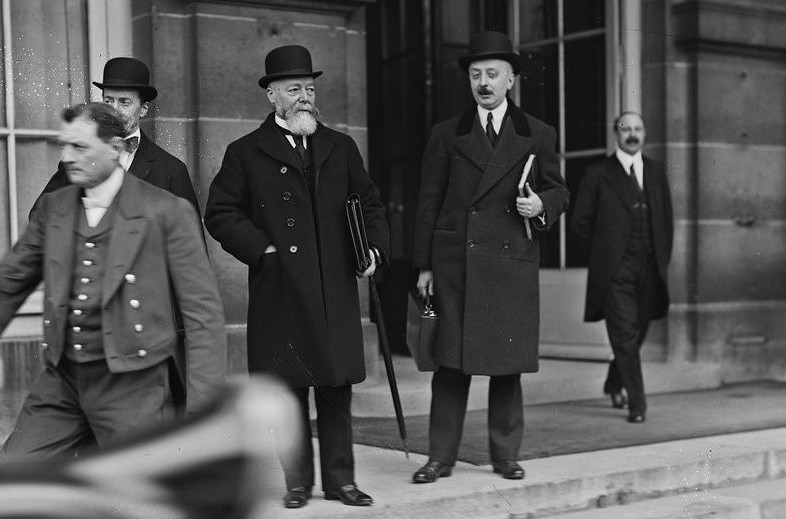
Paul Doumer au quai d'Orsay pour la conférence interalliée du 25 janvier 1921.

Le 16 janvier 1921, vingt-cinq ans après sa première nomination, Paul Doumer retrouve le portefeuille de ministre des Finances, dans le septième gouvernement Briand. Il doit principalement gérer les conséquences de la guerre. Dans un contexte économique difficile, il mène une politique protectionniste en relevant les tarifs douaniers à l'importation, organise les sociétés coopératives de reconstruction et définit les modalités d'indemnisation des dommages de guerre. Lors de la conférence de Londres de 1921, il négocie le montant des réparations dues par l'Allemagne, puis s'oppose au projet de moratoire proposé par Aristide Briand, qui a selon lui « la main molle ». Confronté à une baisse des recettes alors qu'il reste attaché au principe d'équilibre budgétaire, il engage une réforme du système fiscal avec la mise en place d'un comité consultatif des impôts et revenus publics. Il fait passer le budget français de 28 à 20 milliards de francs, notamment en diminuant les dépenses de fonctionnement de l'État et privilèges des ministères.
Alors qu'il affiche régulièrement des divergences avec les autres ministres et que plusieurs de ses propositions font polémique ou sont rejetées par la Chambre (en particulier celle d'augmenter la taxe sur le chiffre d'affaires), l'hypothèse de sa démission pour devenir gouverneur général de l'Algérie est envisagée. Sa politique de diminution des crédits suscite d'importantes oppositions — comme celle du maréchal Lyautey concernant le Maroc — et il ne parvient pas à freiner la chute du franc. Malgré son impopularité, Paul Doumer fait voter le budget pour 1922 avant le début de la nouvelle année, évitant ainsi le recours à la technique dite des « douzièmes provisoires », qui était utilisée depuis trente ans,. Il demeure finalement ministre jusqu'à la fin du cabinet Briand, en janvier 1922, en plein scandale de la Banque industrielle de Chine, que Paul Doumer — très lié à sa concurrente, la Banque de l'Indochine — a refusé de faire refinancer par l'État,.

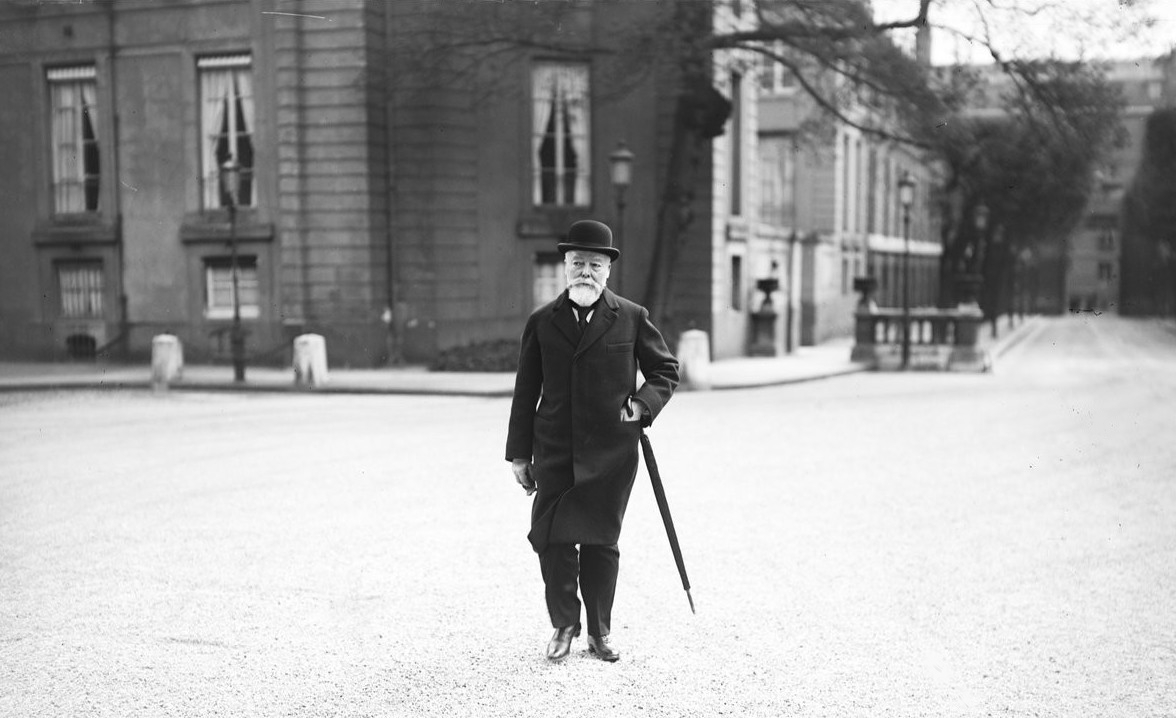
Paul Doumer à l'hôtel de Lassay (1925).

De retour au Sénat, il quitte en 1924 le groupe de l'Union républicaine pour rejoindre le groupe de la Gauche démocratique radicale et radicale-socialiste, présidé par Jean-Baptiste Bienvenu-Martin. Devenu la même année vice-président de la commission des Finances, il est élu à la présidence de cette commission en juillet 1925. Il démissionne de cette fonction à peine cinq mois plus tard pour intégrer le huitième gouvernement Briand.
Il devient ainsi ministre des Finances pour la troisième fois, malgré l'opposition à son égard du cartel des gauches. En allusion au précédent passage de Paul Doumer rue de Rivoli, Briand précise alors que la politique financière ne sera plus « celle d'un homme » mais « celle du gouvernement tout entier ». Dans une période de grande fébrilité des marchés financiers, Paul Doumer tente une nouvelle fois, sans succès, de stopper la chute du franc et de réduire le déficit public. Il instaure une banque d'émission à Madagascar et réorganise le Crédit maritime. Le cabinet est renversé en mars 1926, à la suite d'un vote de la Chambre sur la taxe sur les paiements, et Paul Doumer n'est pas reconduit dans le neuvième ministère Briand.
Durant l'été 1926, le président de la République, Gaston Doumergue, le charge de former un cabinet, mais, ne disposant pas d'une majorité et refusant tout compromis sur la question des réparations de guerre, Paul Doumer renonce à devenir président du Conseil. Nommé à la tête du gouvernement et aux Finances, Raymond Poincaré mettra finalement en place plusieurs mesures préconisées par Doumer. Celui-ci retrouve en novembre 1926 la présidence de la commission des Finances du Sénat, où il se fait assister par Henry Chéron et Jules Jeanneney,. Bien que sénateur de la Corse, il reste conseiller général de l'Aisne, et préside le conseil général du département à deux reprises entre 1924 et 1931 ; les Axonais lui sont notamment reconnaissants d'avoir œuvré à la reconstruction de l'Aisne, qui était le département le plus sinistré du pays à l'issue de la Grande Guerre.

### Président du Sénat et accession à l'Élysée (1927-1931)

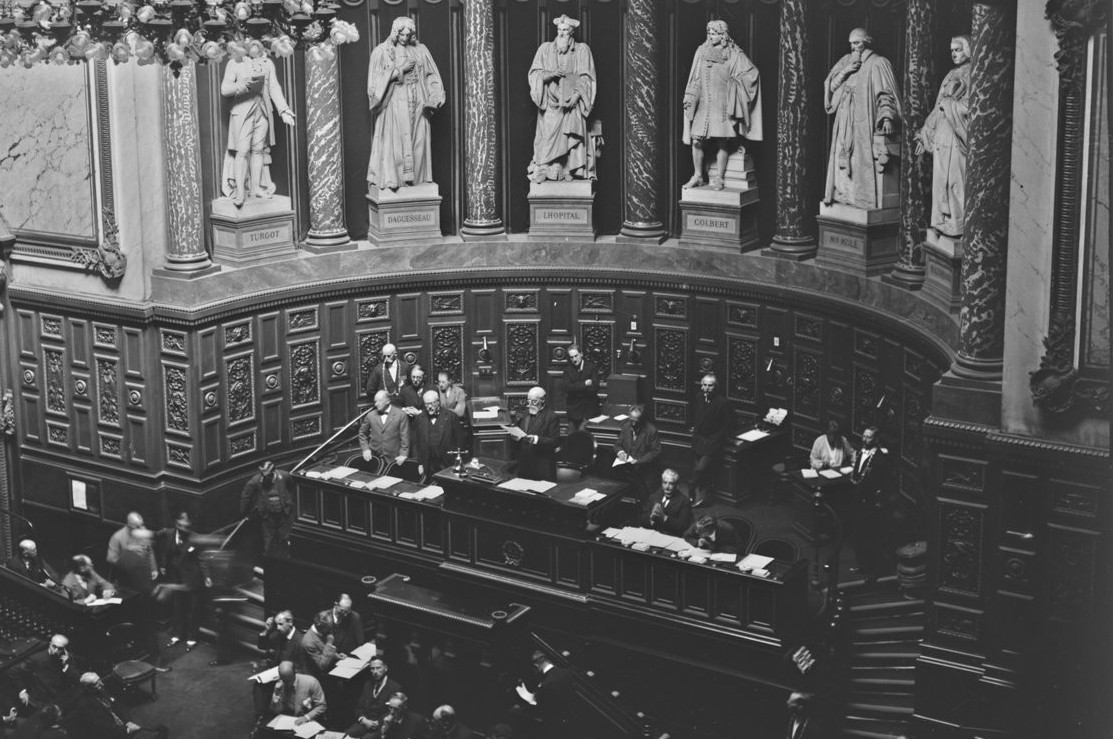
Paul Doumer présidant la en tant que président du Sénat français (25 août 1927).

Lors des élections sénatoriales de 1927, le président sortant du Sénat, Justin de Selves, est battu dans son département de Tarn-et-Garonne. Pour lui succéder, le groupe de la Gauche démocratique radicale et radicale-socialiste présente la candidature de Paul Doumer, qui bénéficie des retraits en sa faveur des candidats investis par l'Union républicaine, Albert Lebrun et Henry Chéron. Le 14 janvier 1927, sans concurrent après que le groupe socialiste a décidé présenter un candidat, Paul Doumer est élu à la présidence du Sénat par 238 voix pour 273 votants et 240 exprimés ; avant lui, seul Antonin Dubost avait obtenu un nombre de suffrages aussi important,. Son chef de cabinet est Gaëtan Pirou.
Réélu sénateur de la Corse avec cinq voix de majorité au premier tour en 1929, Paul Doumer est facilement reconduit à la tête de la chambre haute chaque année jusqu’en 1931, toujours sans concurrent,,,. Au « plateau », il appelle à la poursuite de l'Union sacrée et maintient sa volonté de faire payer l'Allemagne pour les réparations de guerre. À la suite de la mort de Georges Clemenceau, il prononce en tant que président du Sénat un vibrant discours d'hommage à celui-ci, qu'il admirait malgré leurs désaccords politiques. Continuant son évolution à droite, il quitte en janvier 1931 le groupe de la Gauche démocratique radicale et radicale-socialiste.

### Candidature à l'élection présidentielle de 1931

Second tour de l’élection présidentielle de 1931 :
Paul Doumer (504 voix) ;
Pierre Marraud (334 voix) ;
Marcel Cachin (11 voix) ;
Autres (34 voix).

À l'approche de la fin de son septennat présidentiel, Gaston Doumergue annonce qu'il n'entend pas briguer un second mandat. Alors que le président du Sénat est par tradition souvent amené à devenir président de la République, Paul Doumer est longtemps donné seul favori pour succéder à Doumergue, 25 ans après son échec face à Armand Fallières. Mais, considéré comme nationaliste et belliqueux par beaucoup de parlementaires de gauche, il doit faire face à la candidature de dernière minute de l'un des hommes politiques les plus en vue du moment, Aristide Briand, connu pour son pacifisme.
Le 13 mai 1931, grâce à l'appui du centre et de la droite, Paul Doumer arrive en tête du premier tour avec 442 voix (49,3 %) contre 401 (44,7 %) à Briand, qui se retire aussitôt. Au second tour, pour remplacer la candidature de ce dernier, les radicaux présentent l'ancien ministre Pierre Marraud. Paul Doumer est élu président de la République avec 504 voix sur 883 suffrages exprimés (57,1 %). Saluée par la majorité de la presse et des milieux d'affaires, son élection provoque la colère des députés de gauche et d'extrême gauche ; la tension est telle qu'Anatole de Monzie déclare que « c'est l'affaire Dreyfus qui recommence ». Quelques jours avant son entrée à l'Élysée, Paul Doumer quitte ses différents mandats électoraux.

### Président de la République (1931-1932)

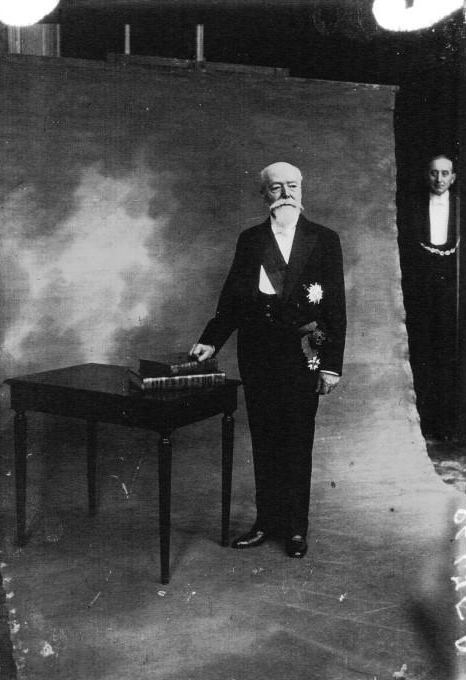
Paul Doumer posant pour les photographies officielles après son investiture à la présidence de la République.

Paul Doumer prend ses fonctions de président de la République le 13 juin 1931. Il décide de résider au palais de l'Élysée avec une partie de sa famille. Lors de la cérémonie d'investiture, Gaston Doumergue fait l'éloge du patriotisme de son successeur. De son côté, le nouveau président dénonce « les crises politiques qui tiennent aux rivalités des partis ». Première personnalité issue d'un milieu ouvrier à accéder à une telle fonction, il indique dans son message au Parlement : « Je veillerai au maintien et au perfectionnement de nos institutions démocratiques, auxquelles le pays est ardemment attaché. L'instruction, libéralement dispensée, doit permettre aux travailleurs sans distinction de gravir l'échelle sociale, suivant leurs mérites et leurs aptitudes. La démocratie n'admet ni privilèges, ni castes, et elle a le devoir d'assurer à tous les citoyens une égale liberté,. »

Marque du président de la République française Paul Doumer.

Le jour même de son entrée à l'Élysée, il investit le deuxième gouvernement Laval. Toujours très critique envers les partis politiques, il doit gérer plusieurs crises ministérielles. En février 1932, après la chute de Pierre Laval, il fait appel à Paul Painlevé pour la présidence du Conseil, mais celui-ci entend former un cabinet orienté à gauche alors que le président souhaite un gouvernement d'union nationale. À la suite de l'échec de Painlevé, il nomme André Tardieu, qui propose un gouvernement de centre droit, dans la formation duquel le chef de l'État intervient pour faire intégrer Pierre-Étienne Flandin et Pierre Perreau-Pradier aux Finances,. Contrairement à la tradition, Paul Doumer essaie ainsi d'influencer de façon significative la composition du ministère.

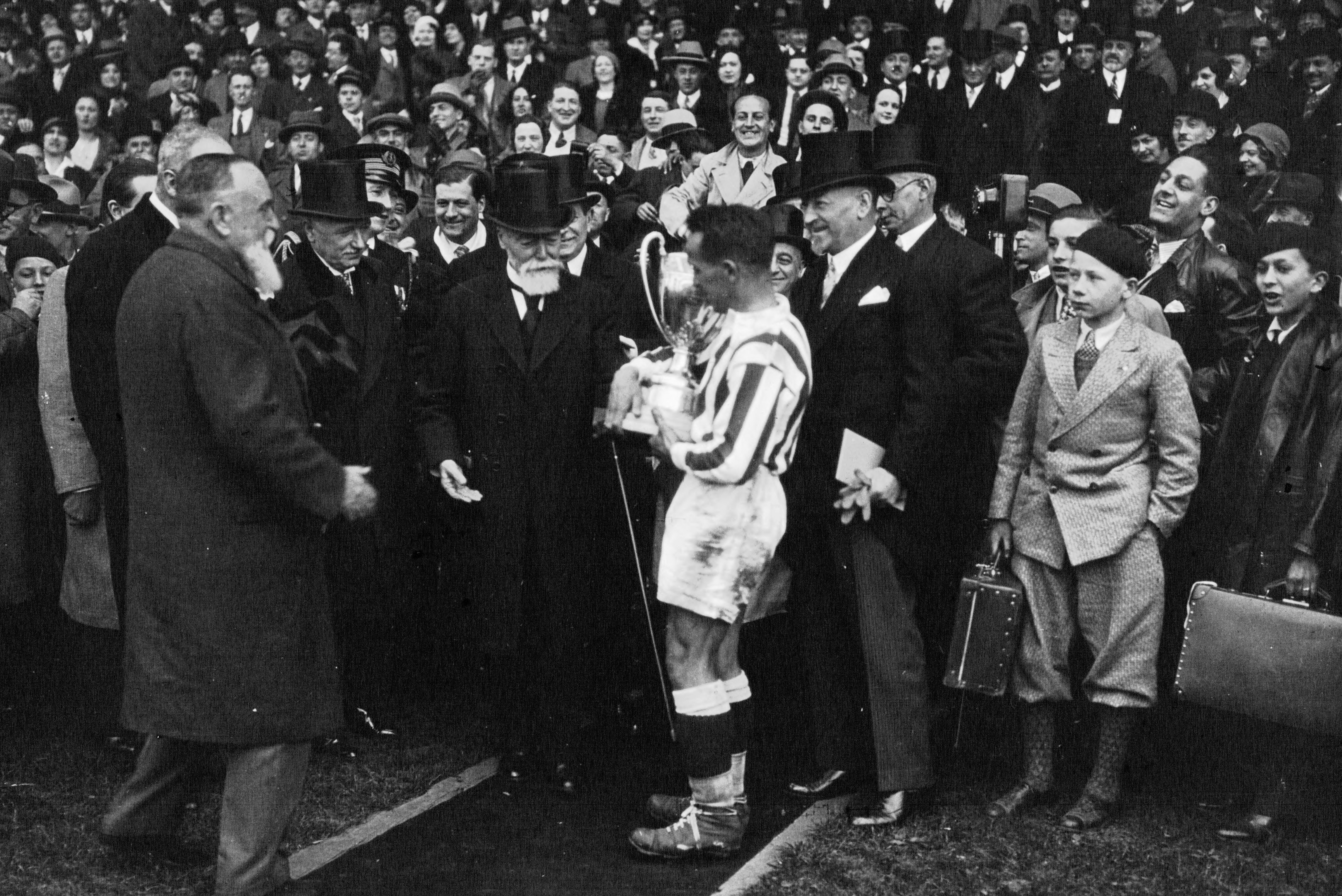
Paul Doumer remettant la coupe de France de football 1932 au capitaine de l'équipe de Cannes, Louis Cler.

Pour le reste, même s'il est difficile de tirer des conclusions d'une présidence n'ayant duré que dix mois, Paul Doumer semble exercer son mandat d'une manière assez peu éloignée de la pratique en vigueur sous la Troisième République : contrairement à l'intention qu'il avait exprimée lors de la campagne pour l'élection présidentielle de 1906, il n'hésite pas à jouer un rôle honorifique,. Il reçoit ainsi des personnalités et délégations, inaugure des expositions et préside des manifestations publiques. Albert Thibaudet affirme à son sujet qu'il est « un président dont on a pu dire à la fois qu'il est sorti du rang et resté dans le rang ». Continuant de s'intéresser aux thématiques financières bien qu'il ne puisse prendre position sur ce sujet, qui relève du gouvernement, Paul Doumer réaffirme son attachement au principe d'orthodoxie financière, réduisant les dépenses de fonctionnement et le nombre de réceptions à l'Élysée. Passionné de sciences, il œuvre à la création du parc zoologique du Bois de Vincennes, qui sera inauguré par son successeur.
Sur les questions de politique extérieure et de défense nationale, qui suscitent son intérêt dans un contexte mondial tendu, il se montre résolument anglophile : s'entretenant à de nombreuses reprises avec l'ambassadeur britannique en France, il défend une alliance avec le Royaume-Uni sur le modèle de l'Entente cordiale, dont il était partisan en 1904. Opposé à toute amitié franco-allemande, il refuse de recevoir des représentants de la république de Weimar au palais de l'Élysée, au nom de ses fils morts pour la France. En prévision d'un nouveau conflit mondial, il appelle régulièrement au renforcement du système de défense français, qu'il juge insuffisant et inadapté par rapport à ceux d'autres pays. En tant que chef de l'État, il exprime à nouveau son attachement au colonialisme, en particulier à l'occasion de l'Exposition coloniale internationale, qui se tient de mai à novembre 1931 à Paris. Faisant fi des critiques sur le sujet, il n'évoque jamais une possible réforme de l'Empire colonial français, craignant qu'une telle initiative ne débouche sur une perte d'influence de la France dans le monde,.
Durant sa présidence, l'une des plus courtes de l'histoire, Paul Doumer est d'abord perçu comme une personne très austère, mais voit sa popularité augmenter au fil des mois, notamment en raison de sa sobriété et de son patriotisme. Après avoir fait état, à l'issue de l'élection présidentielle de 1931, de son intuition qu'il n'achèverait pas son septennat, le président Doumer est victime en décembre 1931 d'un empoisonnement qui manque de peu de l'emporter. En avril 1932, en inaugurant une exposition sur l'aviation en Seine-et-Marne, il s'étonne de l'importance du dispositif de sécurité mis à sa disposition, et confie au haut fonctionnaire Léon Noël : « À mon âge, ce serait une belle fin de mourir assassiné »,,. Malgré les mises en garde des responsables de sa sécurité, le chef de l'État continue de se mêler aux foules lors des manifestations auxquelles il participe.

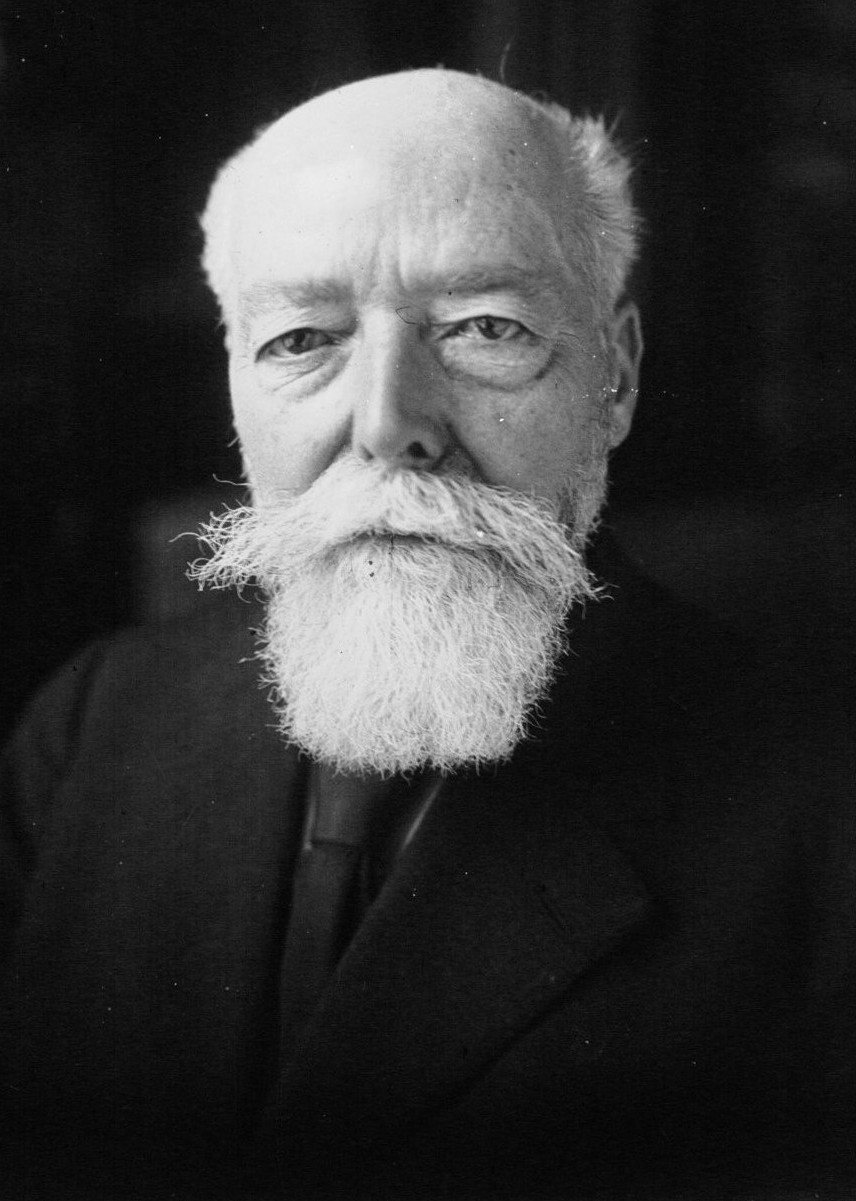
Portrait photographique de Paul Doumer en 1931.
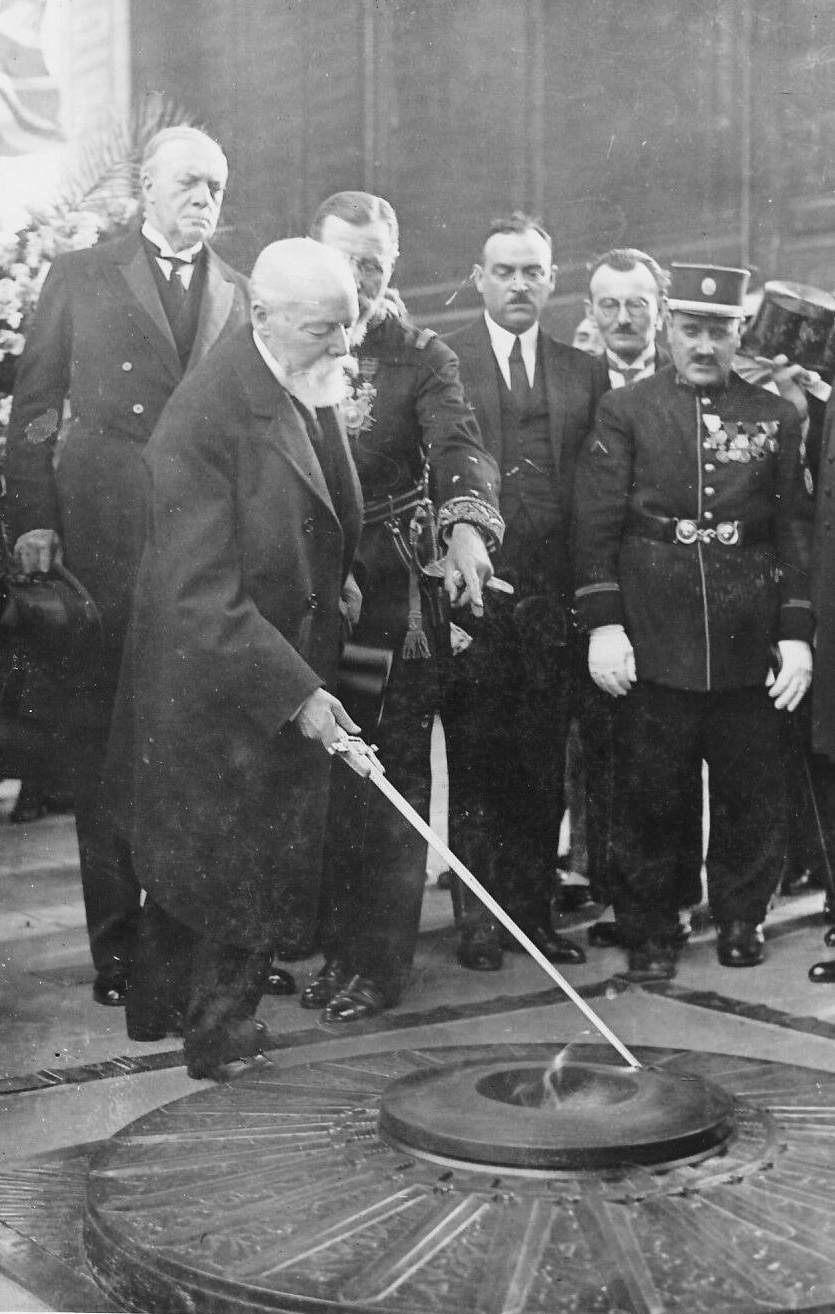
Sur la tombe du Soldat inconnu (13 juin 1931).
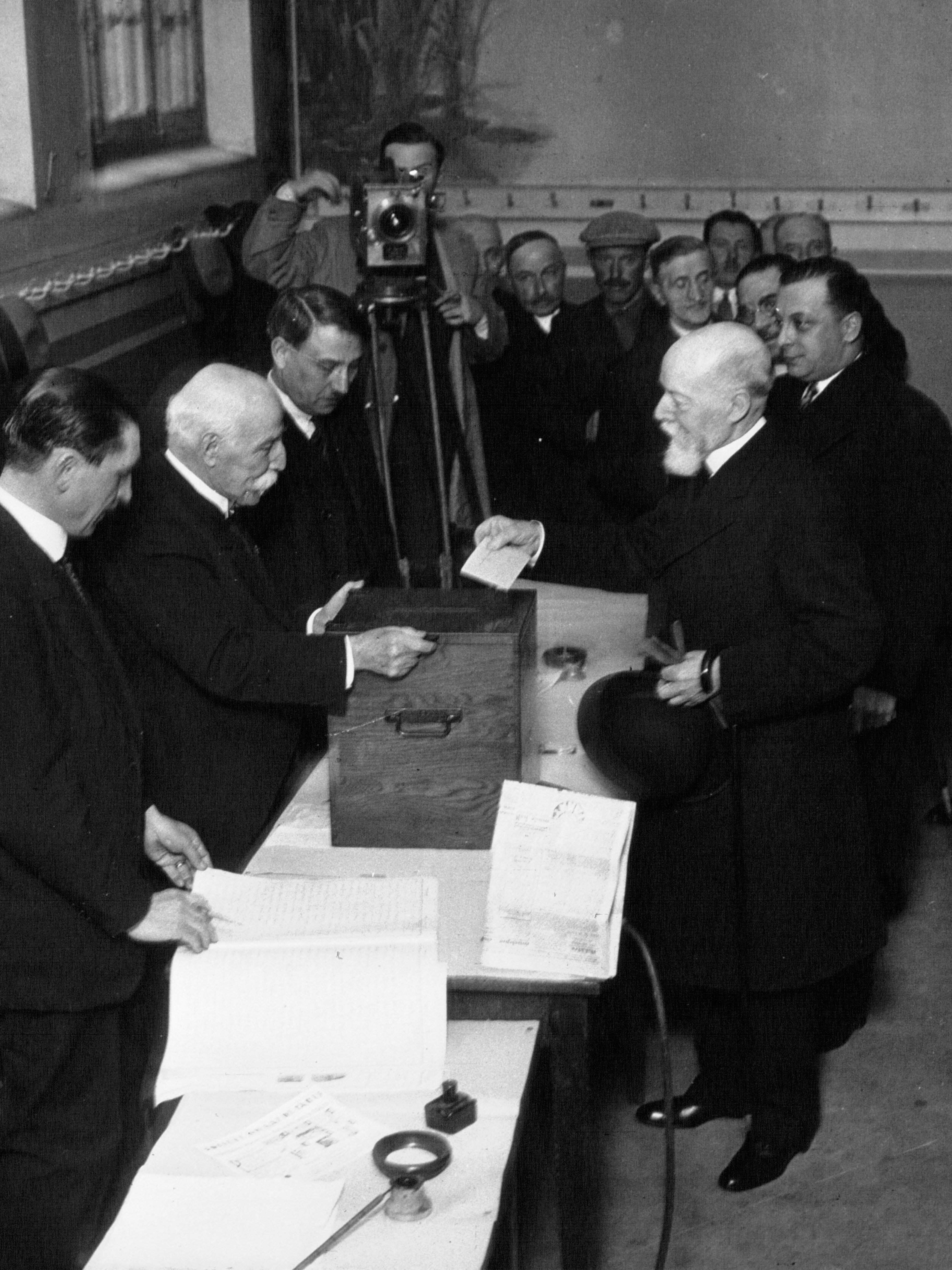
Vote au premier tour des élections législatives de 1932.

## Assassinat et funérailles

### Attentat du6 mai 1932

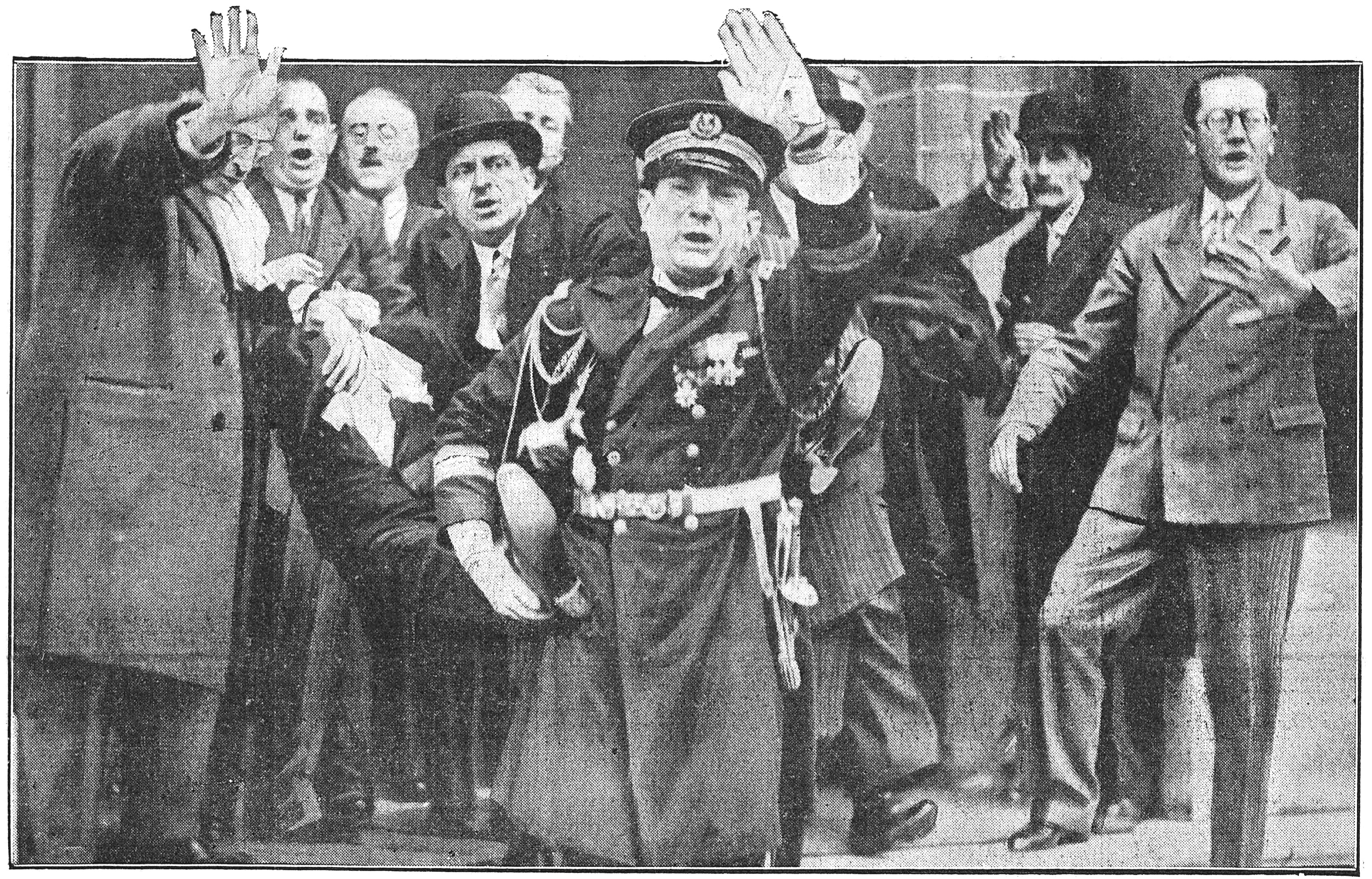
Paul Doumer évacué de l'hôtel Salomon de Rothschild immédiatement après avoir été atteint par des coups de feu.

Dans l'après-midi du 6 mai 1932, deux jours avant le second tour des élections législatives, Paul Doumer se rend à l'hôtel Salomon de Rothschild, à Paris, pour inaugurer le salon annuel des écrivains anciens combattants, organisé par l'Association des écrivains combattants. Alors qu'il s'entretient avec l'écrivain Claude Farrère en compagnie du ministre François Piétri, il reçoit deux balles d'un pistolet FN Herstal modèle 1910 : une à la base du crâne (sortie au niveau de la pommette droite) et une autre au niveau de l'aisselle droite (sortie derrière l'épaule). Le tireur, Paul Gorgulov, un émigré russe, est déstabilisé par Farrère, lui-même touché au bras. Finalement maîtrisé par les inspecteurs de la sûreté, l'agresseur manque de se faire lyncher par l'assistance.

### Mort du président
Après s'être écroulé dans les bras du journaliste et pilote Roger Labric, Paul Doumer est transporté à l'hôpital Beaujon, situé à proximité du lieu de l'attentat. Victime d'une importante hémorragie en raison de la section de l'artère axillaire, il est opéré et subit plusieurs transfusions. Bien qu'aucune des blessures n'ait a priori été susceptible d'être mortelle, les soins reçus par le président de la République semblent mal coordonnés et la ligature de l'artère est pratiquée trop tardivement par l'interne de garde. Ayant repris conscience, Paul Doumer se montre inquiet de savoir si son agresseur est français, mais se voit répondre qu'il a été victime d'un simple accident. Dans la nuit du 6 au 7 mai il tombe dans le coma et meurt finalement à l’aube, à 4h37, à l'âge de 75 ans.
Les circonstances de sa mort suscitent émotion et indignation en France et à l’étranger. Les autorités proposent à Blanche Doumer d'inhumer son mari au Panthéon, mais celle-ci s'y oppose en ces termes : « Ils me l'ont pris toute sa vie, ils me l'ont tué. Je veux au moins être avec lui dans la mort. »
Jugé après une instruction de seulement un mois, Paul Gorgulov se montre incohérent et agité, mais voit sa responsabilité pénale retenue ; affirmant avoir agi seul alors que circule avec insistance la thèse d'un complot visant à stopper les projets de remilitarisation défendus par Paul Doumer, Gorgulov donne notamment pour mobile une prétendue complaisance de la France envers les bolcheviks. Condamné à mort par la cour d'assises de la Seine, il est guillotiné en public le 14 septembre 1932.

### Funérailles nationales
Dans l'éloge funèbre qu'il prononce lors des funérailles nationales, le président du Conseil, André Tardieu, souligne : « Pour la seconde fois en soixante et un ans, la République a la douleur de conduire au tombeau son chef assassiné. […] Paul Doumer, pour trois quarts de siècle, fut le vivant témoignage de ce qu'est et de ce que peut la démocratie. Fils du peuple, c'est le peuple entier qu'il représentait. Et c'est aussi le peuple entier qu'ont frappé les balles qui l'ont tué. Des rigueurs, que la vie inflige à tous les hommes, et celles aussi qu'elle réserve aux humbles, il n'a rien ignoré. […] Patriote, au sens plein du mot, il l'était dans les fibres de son être. Son intimité de jeunesse avec ce grand historien de la France que fut Henri Martin suffirait à le prouver, si l'histoire de sa vie n'en apportait l'éclatante démonstration. […] Pour assurer le succès des solutions qu'il croyait sages, il n'hésitait pas à sortir des traditions et des rites. »
Le corps du président défunt est exposé au palais de l'Élysée pendant quelques jours, et des obsèques nationales sont organisées le 12 mai en la cathédrale Notre-Dame de Paris ainsi qu'au Panthéon. Paul Doumer est ensuite inhumé dans le caveau familial du cimetière de Vaugirard, situé dans le 15e arrondissement de Paris.

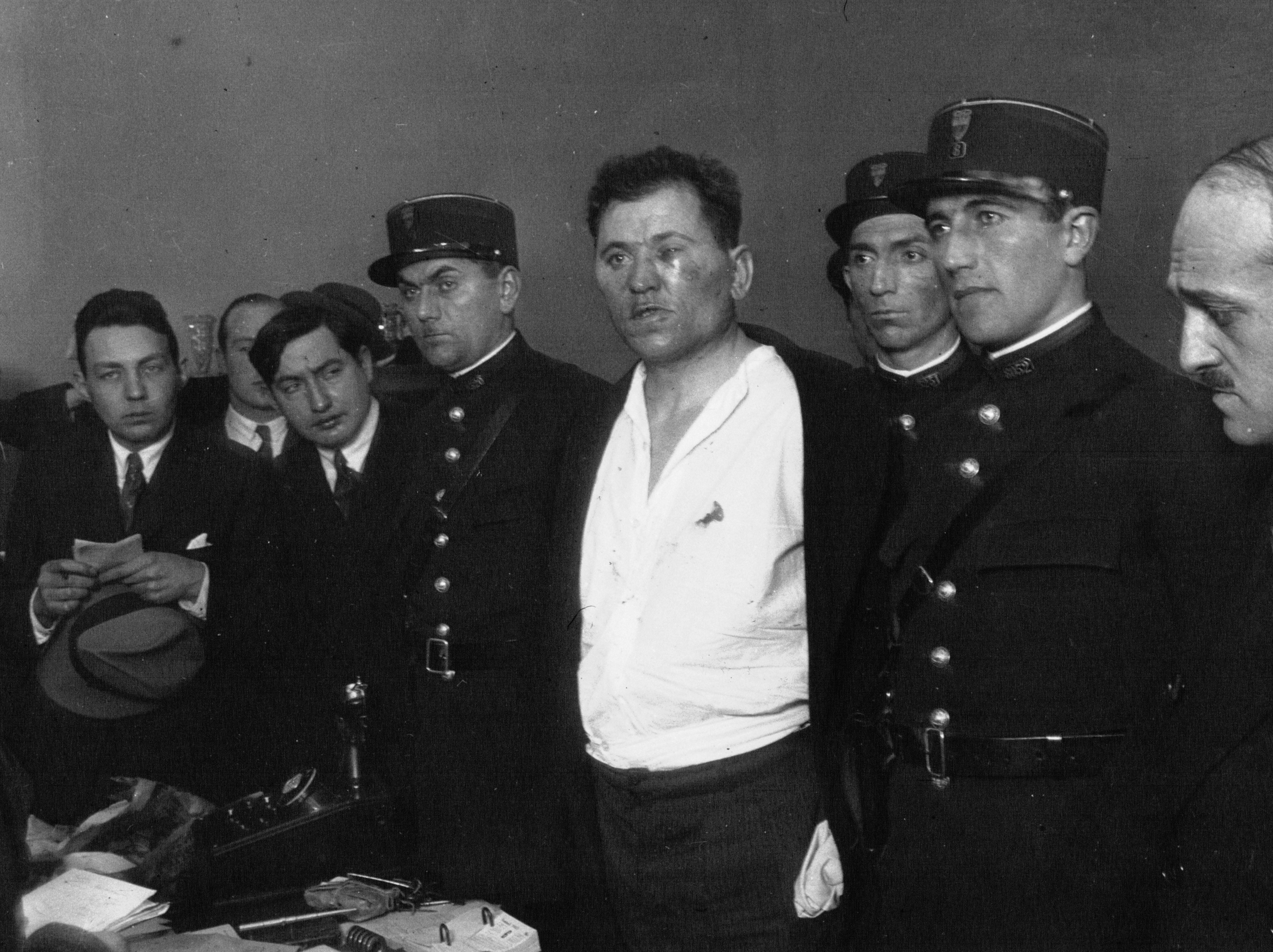
Paul Gorgulov après son arrestation, pendant laquelle il a manqué de se faire lyncher.
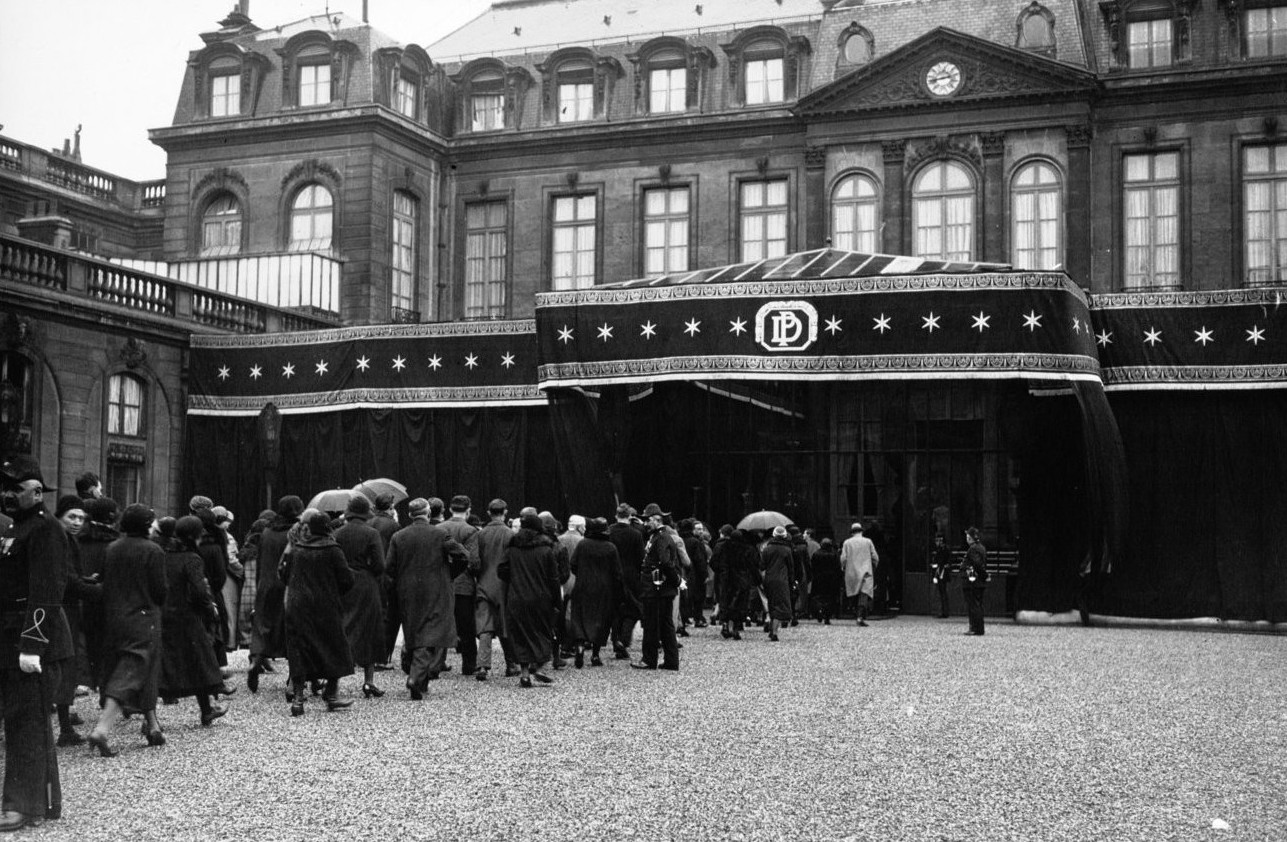
Foule venue rendre hommage à Paul Doumer au palais de l'Élysée.
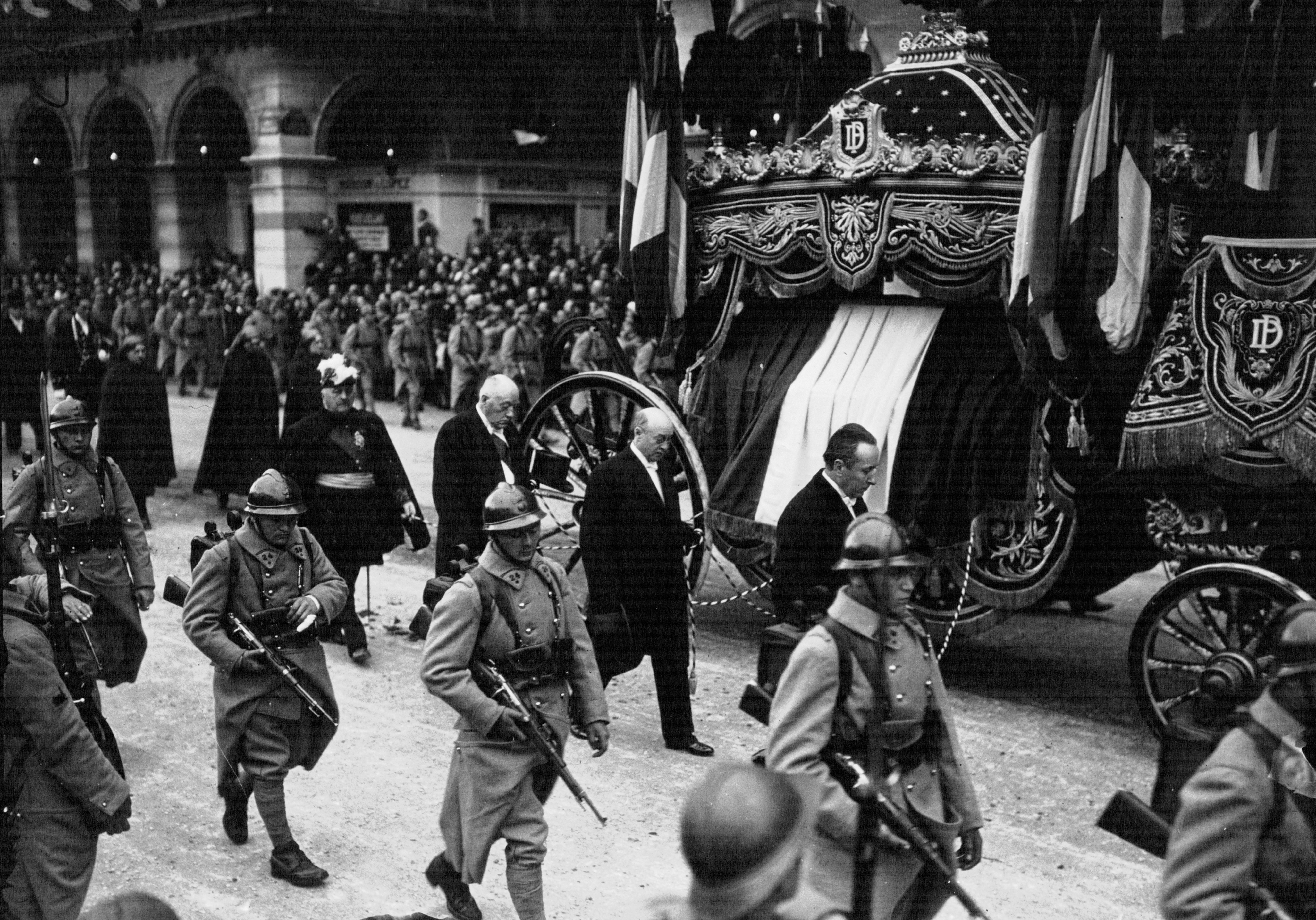
Cortège lors des obsèques de Paul Doumer, rue de Rivoli.
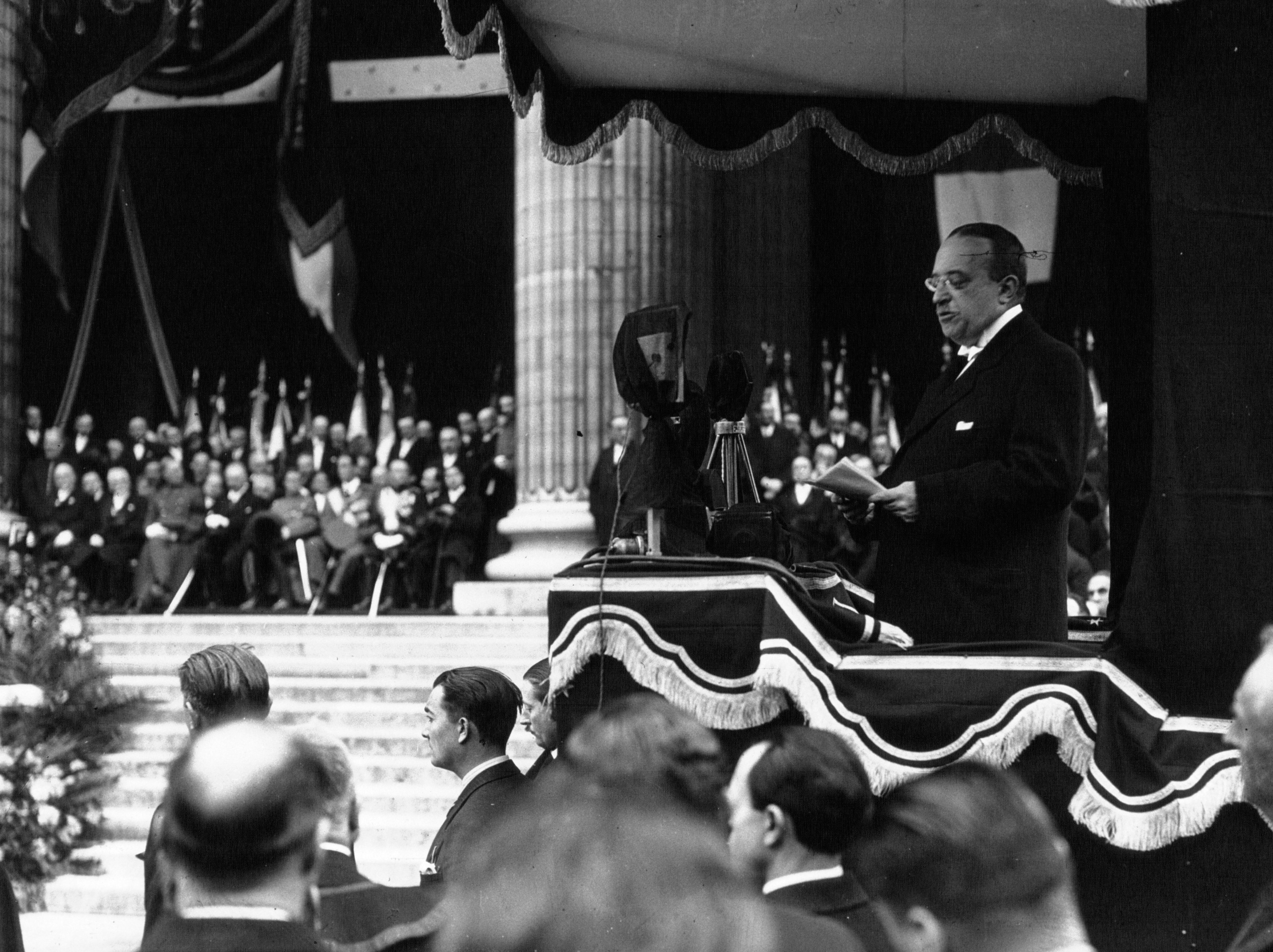
André Tardieu prononçant l’éloge funèbre à côté du catafalque, au Panthéon.

## Idéologie et prises de position

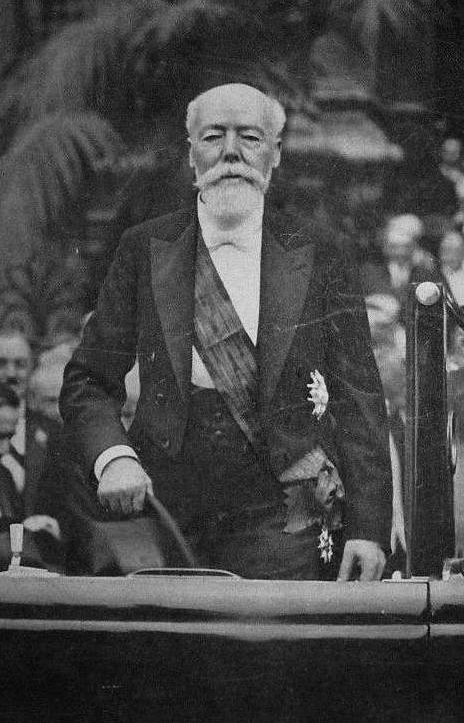
Paul Doumer le jour de son investiture à la présidence de la République.

Personnalité atypique se présentant durant toute sa carrière comme indépendant des partis politiques bien qu'il ne puisse totalement s'en écarter, Paul Doumer est initialement vu davantage comme un « technicien » pragmatique — traitant surtout de thématiques financières — que comme un « politique » ou un théoricien. Entré en politique comme radical, il s'éloigne progressivement de la gauche pour rejoindre le centre et la droite au début des années 1900.
Tentant de résumer sa doctrine, son biographe Amaury Lorin écrit : « Le doumérisme renvoie non seulement à un corpus idéologique (l'impôt, les chemins de fer, l'interventionnisme, la défense et la paix par l'armement, l'expansion coloniale), mais, bien plus, à une manière de faire de la politique […] : rigueur budgétaire et rectitude morale sur les principes du modèle républicain. […] Sa volonté l'amène à soutenir des positions parfois difficiles, éventuellement impopulaires. En particulier, l'impôt sur le revenu et le réarmement ne suscitent guère l'enthousiasme dans l'insouciante France de la Belle Époque. »

### Partisan d'une troisième voie
À ses débuts, il se montre favorable à une troisième voie, entre libéralisme économique et socialisme. En tant que radical, il défend le protectionnisme et des mesures sociales (renforcement des droits des travailleurs, création des sociétés coopératives ouvrières de production, développement des systèmes de mutualisme et de prévoyance, etc.). D'après lui, « un pays dans lequel les inégalités sociales progressent est un pays qui régresse ». Sa défense de l'impôt sur le revenu l'inscrit pleinement dans la lignée du courant solidariste, théorisé par Léon Bourgeois. Il se distingue des socialistes en refusant toute nationalisation des moyens de production, et en se posant en soutien de la petite propriété et de l'orthodoxie financière — il prône une gestion de « bon père de famille ».
Son passage dans le secteur privé au début des années 1910 le rapproche des milieux d'affaires, au point que le périodique Le Crapouillot le classe dans les années 1920 dans sa liste des politiques les plus engagés en faveur de la défense des intérêts du capital. Amaury Lorin indique à ce sujet : « Ardent promoteur d'un impôt sur le revenu refusé par les conservateurs, craignant qu'il ne risque d'entraver la bonne marche des affaires, Paul Doumer participe pourtant massivement, à gauche, à l'émergence progressive d'un affairisme sur le point de triompher parmi le personnel politique républicain. […] Il s'agit, pour l'intéressé, d'acquérir pour un temps des positions hautement rémunératrices. Celles-ci lui permettront en particulier de redémarrer brillamment une « deuxième carrière parlementaire », au Sénat. »

### Patriotisme et colonialisme
Dénonçant la recherche perpétuelle des « jouissances matérielles de la vie », il refuse de considérer uniquement l'économie et le social. En raison notamment de son amitié avec des historiens comme Henri Martin, il se dit résolument patriote et admirateur de Jeanne d'Arc,. Spécialiste des questions de défense, il considère la puissance militaire comme le seul moyen de sauvegarde de la sécurité nationale : selon lui, « du jour où les fils de France cesseraient d'être de vaillants soldats, ils pourraient s'attendre à voir leur pays rayé de la carte du monde ». Il est également un fervent partisan du colonialisme, contribuant à la fondation d'une école coloniale à Paris (1889) et de l'Académie des sciences coloniales (1922), et appartenant au « groupe colonial » de la Chambre, qui invoque la « mission civilisatrice » de la République française,. Il est également président de l'Alliance française, chargée de développer la langue et la culture françaises à l’étranger.

### Rapprochement de la droite

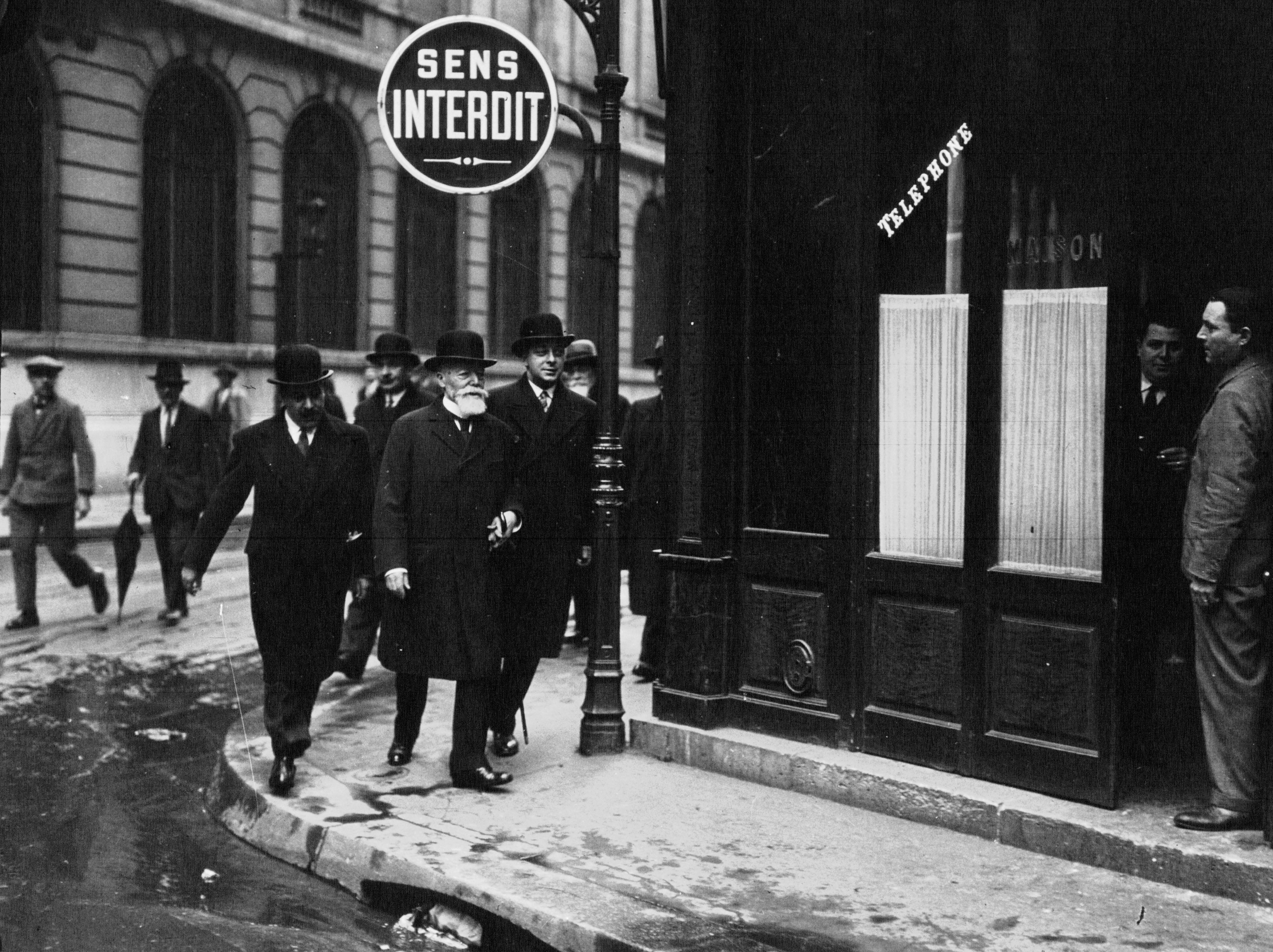
Paul Doumer dans les rues de Paris le 1 mai 1932.

En Indochine, Paul Doumer modère ses opinions et commence à prendre ses distances avec sa famille politique d'origine. Le radical Arthur Ranc déclare ainsi en 1900 : « Le Gaulois [journal conservateur] pose la candidature de M. Doumer à la présidence de la République clérico-nationaleuse »,. Dès 1902, Paul Doumer noue des alliances avec les modérés. Jean Bepmale réclame alors, sans succès, son exclusion du Parti radical. Doumer dénonce la politique anticléricale du gouvernement Combes — formé d'une majorité de radicaux dans le cadre du bloc des gauches —, s'inquiétant d'une possible réduction des libertés publiques et critiquant les gages donnés par le cabinet aux socialistes. Il devient ainsi le principal dirigeant des radicaux hostiles au combisme, alors même qu'il s'était montré résolument anticlérical par le passé. Ayant formellement rompu avec le Parti radical en 1905, Paul Doumer est considéré comme étant le candidat du centre droit à l'élection présidentielle de 1906, où il reçoit l'appui d'une partie du clergé et de l'armée. Sur le plan institutionnel, il semble partisan d'un régime présidentiel en prônant un renforcement des pouvoirs du Parlement, notamment des commissions parlementaires, et de ceux du président de la République.
En raison de cette évolution, il fait l'objet de vives attaques de l'extrême gauche, des radicaux restés à gauche et des franc-maçons,. Ceux-ci le qualifient d'opportuniste, et lui reprochent sa bienveillance à l'égard de l'Église (il vote pour la loi du 13 avril 1908, qui précise et assouplit celle de 1905) et des anti-dreyfusards (gouverneur général de l'Indochine lors de l'Affaire, il ne prend pas position sur les accusations visant le capitaine),. Le socialiste Jean Jaurès l'accuse un temps de préparer un coup d'État avec l'aide de militaires et de colonialistes, et Georges Clemenceau le décrit comme le « candidat de l'Église et de la monarchie » à l'occasion de l'élection présidentielle de 1906. Paul Doumer continue par la suite de se rapprocher de la droite, d'autant plus que le clivage gauche-droite de l'entre-deux-guerres s'organise autour du nationalisme, dont Doumer est un partisan, et des relations avec l'Allemagne, envers laquelle il se montre inflexible. Les élus centristes et de droite lui permettent ainsi d'accéder à la présidence de la République en 1931.

## Franc-maçonnerie
Sous la Troisième République, l'appartenance à la franc-maçonnerie est fréquente chez les personnalités politiques, notamment au Parti radical. Le 1er décembre 1879, à 22 ans, sur recommandation d'Henri Martin et William Waddington, Paul Doumer est initié franc-maçon par la loge parisienne l'Union fraternelle, dont il devient compagnon et maître l'année suivante.
| Portrait photographique d'un homme aux cheveux blancs, à la barbe blanche, vêtu d’une chemise, d’un veston, d’une veste et d’un nœud papillon · Portrait photographique d'un homme aux cheveux grisonnants et à la barbe Souvarov, portant chemise blanche, veston et veste foncés |

Sur désignation de l'Union fraternelle, il siège au convent de l'obédience libérale le Grand Orient de France (GODF) de 1884 à 1888, puis au conseil de l'ordre de celle-ci, de 1888 à 1895. Il fait partie de ceux qui écartent les francs-maçons s'étant montrés favorables au coup d'État du général Boulanger, et devient secrétaire de l'obédience en 1892. Contrairement à d'autres hommes politiques, il refuse de se mettre en retrait de la franc-maçonnerie, lorsqu'il devient parlementaire. Il est alors également affilié à deux loges dans l'Aisne, à la loge Alsace-Lorraine, ainsi qu'à la loge Voltaire, dont il est cofondateur et « vénérable maître » pendant plusieurs années. Devenu parlementaire de l'Yonne en 1891, il rejoint la loge Le Réveil de l'Yonne.
La franc-maçonnerie lui permet de nouer des relations avec des personnalités politiques, notamment Léon Bourgeois. Favorable à l'intervention de la franc-maçonnerie dans le champ politique, il défend au sein de son obédience un vif patriotisme, l'anticléricalisme et une réforme du système fiscal,.
En tant que ministre des Finances en 1895-1896, il reprend les travaux effectués au Grand Orient sur l'impôt sur le revenu. Il entretient par la suite des liens avec des loges présentes en Indochine française, lorsqu'il en est le gouverneur général, mais refuse d'aider celles-ci à entraver l'action des missionnaires chrétiens. À son retour en métropole, il retrouve un rôle au sein du Grand Orient.
En 1905, dans le cadre de l'affaire des fiches, il se montre très critique envers son obédience et le gouvernement, qui ont participé au fichage de militaires afin de « républicaniser » l'armée,. Il écrit : « Quand j'entrai dans la franc-maçonnerie, je savais m'affilier à des partisans d'une politique de progrès et de liberté. Peu après, une transformation pernicieuse s'opéra. La franc-maçonnerie est devenue une coterie d'où partit la délation, le bas régime du mouchardage, du favoritisme, de l'internationalisme. » Il est alors exclu de la loge La Libre Pensée, écarté du GODF, et fait face à l'hostilité des francs-maçons lors de l'élection présidentielle de 1906. Il est cependant membre honoraire de l'Union fraternelle jusqu'à la fin de sa vie.

## Profil et particularités

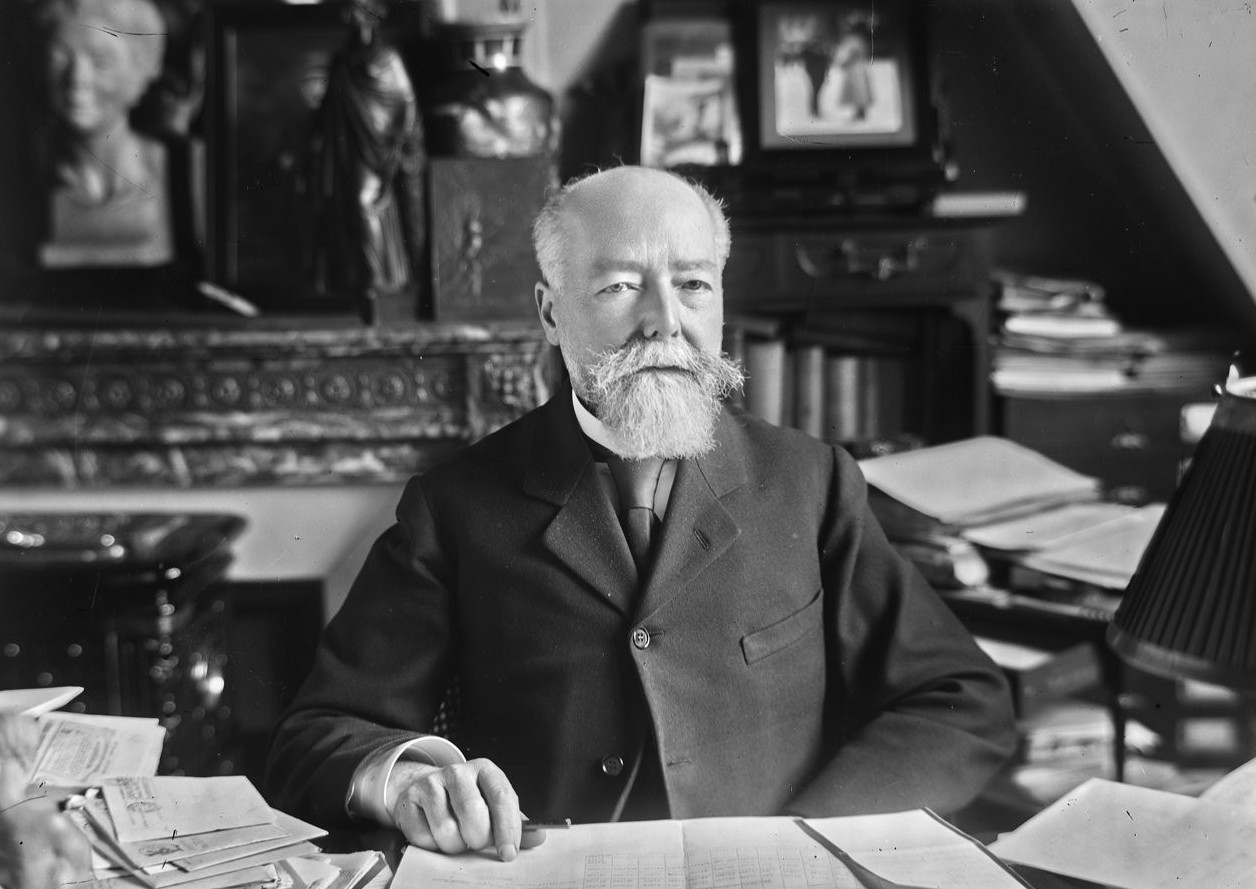
Paul Doumer dans son bureau en 1924.

Interrompu par son assassinat, le parcours politique de Paul Doumer s'étend sur près d'un demi-siècle, ce qui constitue une longévité exceptionnelle sous la République. Il a en effet accédé très jeune à des responsabilités nationales (député à 31 ans, ministre à 38, gouverneur général de l'Indochine française à 39) et a été élu à l’Élysée à l’âge le plus avancé après Adolphe Thiers (74 ans).
Plusieurs fois donnée terminée à la suite de ses différents échecs électoraux, sa carrière politique présente plusieurs originalités. Ainsi, il n'a jamais été président du Conseil ou dirigeant d'un mouvement politique, contrairement à beaucoup de figures de son importance, sans doute du fait d'une intransigeance assumée. Paul Doumer a en outre présidé les deux chambres du Parlement français, ce qui est rare.
Dans un régime où les parachutages sont mal vus par la population et les changements de départements très peu fréquents, il se fait alternativement élire au Parlement dans l'Aisne, dans l'Yonne et en Corse. Cette démarche s'inscrit dans le caractère de plus en plus national que présentent les parlementaires français d'alors. Cependant, il reste particulièrement attaché à sa première terre d'élection, l'Aisne, dont il est conseiller général pendant 27 ans (il est plusieurs fois élu dans son canton axonais avec plus de 90 % des voix) et dont il défend activement les intérêts depuis Paris ; c'est d'ailleurs dans ce département qu'il effectue son premier déplacement présidentiel. Se présentant volontiers comme « provincial », il se prononce pour la décentralisation territoriale et le principe de subsidiarité : en 1900, il participe ainsi à la fondation du groupe régionaliste.
L'ascension sociale de Paul Doumer, fils d'ouvrier devenu chef de l’État, n'a aucun équivalent dans l'histoire de France. Il est élu à une époque, où il fallait généralement une manne financière personnelle considérable, pour pouvoir faire de la politique. En particulier aux débuts de la Troisième République, les hommes s'étant élevés socialement grâce à leurs seules études sont très peu nombreux. Albert Thibaudet relève que les enseignants, dont fait partie Paul Doumer, sont quasiment la seule catégorie professionnelle aux revenus limités à s'engager en politique. En raison de son parcours, Paul Doumer est ainsi considéré comme l'illustration de l'idée selon laquelle l'instruction et le mérite jouent un rôle déterminant dans la promotion sociale, même s'il a également profité de ses relations franc-maçonnes et coloniales.
Reconnu pour son importante capacité de travail, dormant peu, il est vu comme un homme modeste et cordial, mais aussi arriviste et parfois autoritaire, notamment lorsqu’il était en poste en Indochine. Le terme de « boulangisme civil » a ainsi pu être utilisé à son sujet par ses adversaires de gauche. Sa formation en mathématiques le sert indéniablement dans ses fonctions et mandats électoraux, en particulier sur les questions financières et fiscales, dont très peu d'élus sont spécialistes ; cette compétence reconnue lui vaut le respect des parlementaires de tout bord et le conduit à être appelé à trois reprises au ministère des Finances, notamment dans la délicate période de l'entre-deux-guerres.

## Détail des mandats et fonctions

### À la présidence de la République
- 13 juin 1931 – 7 mai 1932 : président de la République française

### Au gouvernement

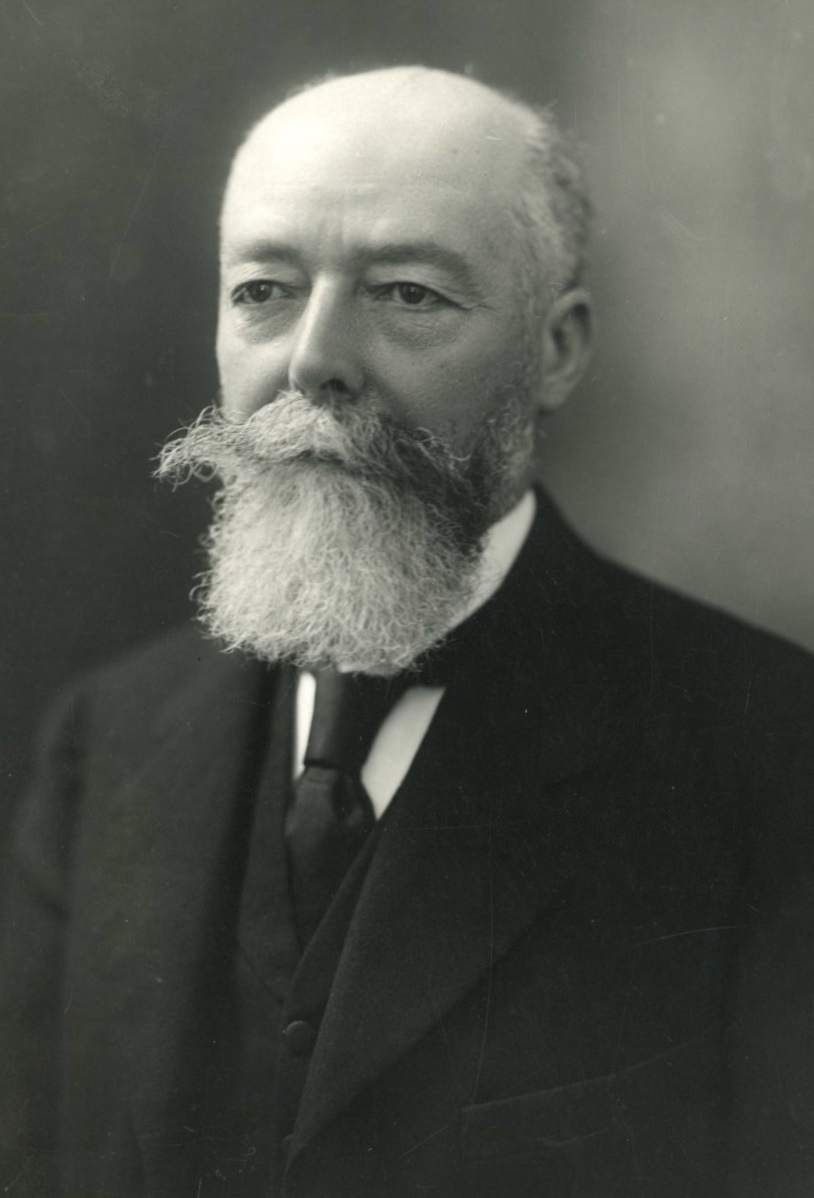
Portrait de Paul Doumer (années 1920).

- 16 décembre 1925 – 9 mars 1926 : ministre des Finances (gouvernement Aristide Briand VIII)
- 16 janvier 1921 – 15 janvier 1922 : ministre des Finances (gouvernement Aristide Briand VII)
- 12 septembre 1917 – 16 novembre 1917 : ministre d'État, membre du Comité de guerre (gouvernement Paul Painlevé)
- 1er novembre 1895 – 29 avril 1896 : ministre des Finances (gouvernement Léon Bourgeois)

### Au Sénat
- 14 janvier 1927 – 9 juin 1931 : président du Sénat
- 19 novembre 1926 – 13 janvier 1927 : président de la commission des Finances
- 13 juillet 1925 – 16 décembre 1925 : président de la commission des Finances
- 2 avril 1924 – 13 juillet 1925 : vice-président de la commission des Finances
- 7 janvier 1912 – 9 juin 1931 : sénateur de la Corse

### À la Chambre des députés
- 10 janvier 1905 – 31 mai 1906 : président de la Chambre des députés
- 23 juin 1903 – 18 mai 1905 : président de la commission du Budget de la Chambre des députés
- 1er juin 1902 – 31 mai 1910 : député de la deuxième circonscription de Laon (Aisne)
- 9 novembre 1891 – 27 décembre 1896 : député de l'Yonne
- 19 novembre 1889 – 15 novembre 1891 : chef de cabinet du président de la Chambre des députés
- 9 avril 1888 – 14 octobre 1889 : député de l'Aisne

### Au niveau local
- 29 septembre 1927 – 11 juin 1931 : président du conseil général de l'Aisne
- 29 septembre 1924 – 28 septembre 1925 : président du conseil général de l'Aisne
- 31 juillet 1904 – 11 juin 1931 : conseiller général de l'Aisne, élu dans le canton d'Anizy-le-Château
- 13 février 1897 – 14 mars 1902 : gouverneur général de l'Indochine
- 12 novembre 1887 – 9 avril 1888 : premier adjoint au maire de Laon (Aisne)
- 30 octobre 1887 – 9 avril 1888 : conseiller municipal de Laon

### Autres fonctions
- 1926-1927 : président de l'Académie des sciences coloniales
- 1925-1930 : président de l'Alliance française
- 1922-1932 : président de la Société des Amis du Muséum national d'histoire naturelle et du Jardin des plantes
- 1914 : chef du cabinet civil du général Gallieni

## Synthèse des résultats électoraux
Notes :
- les résultats suivants sont tirés des articles de presse mentionnés en références (voir infra) ;
- sauf précision contraire, les résultats portent sur les suffrages exprimés.

### Présidence de la République
| Année et assemblée | Année et assemblée  | Premier tour | Premier tour | Second tour | Second tour |
| Année et assemblée | Année et assemblée  | Voix         | %            | Voix        | %           |
| ------------------ | ------------------- | ------------ | ------------ | ----------- | ----------- |
| 1906               | Réunion plénière    | 191 / 649    | 29,4         |             |             |
| 1906               | Assemblée nationale | 371 / 848    | 43,8         |             |             |
| 1931               | Assemblée nationale | 442 / 897    | 49,28        | 504 / 883   | 57,08       |

### Présidence de la Chambre

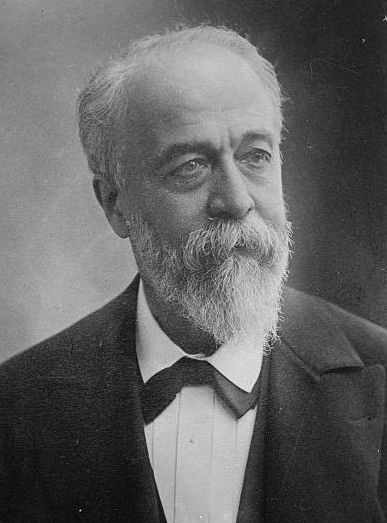
Le radical Henri Brisson, défait à la présidence de la Chambre des députés par Paul Doumer en 1905.

| Date            | Voix      | %    | Adversaire        |
| --------------- | --------- | ---- | ----------------- |
| 10 janvier 1905 | 265 / 507 | 52,3 | Henri Brisson     |
| 9 janvier 1906  | 287 / 559 | 51,3 | Ferdinand Sarrien |

### Présidence du Sénat
| Date            | Voix (/ votants) | % (des votants) | Adversaire |
| --------------- | ---------------- | --------------- | ---------- |
| 14 janvier 1927 | 238 / 273        | 87,2            | Aucun      |
| 12 janvier 1928 | 215 / 252        | 85,3            | Aucun      |
| 10 janvier 1929 | 213 / 226        | 94,2            | Aucun      |
| 16 janvier 1930 | 177 / 254        | 69,7            | Aucun      |
| 15 janvier 1931 | 187 / 244        | 76,6            | Aucun      |

### Élections législatives
| Année | Circonscription | Voix   | % | Issue |
| ----- | --------------- | ------ | - | ----- |
| 1888  | Aisne           | 42 244 |   | Élu   |

### Élections sénatoriales
| Date            | Circonscription | Premier tour     | Premier tour    | Second tour      | Second tour     |
| Date            | Circonscription | Voix (/ votants) | % (des votants) | Voix (/ votants) | % (des votants) |
| --------------- | --------------- | ---------------- | --------------- | ---------------- | --------------- |
| 7 janvier 1912  | Corse           | 455 / 776        | 58,6            |                  |                 |
| 9 janvier 1921  | Corse           | 386 / 789        | 48,9            | 414 / 790        | 52,4            |
| 20 octobre 1929 | Corse           | 416 / 808        | 51,5            |                  |                 |

## Postérité et hommages

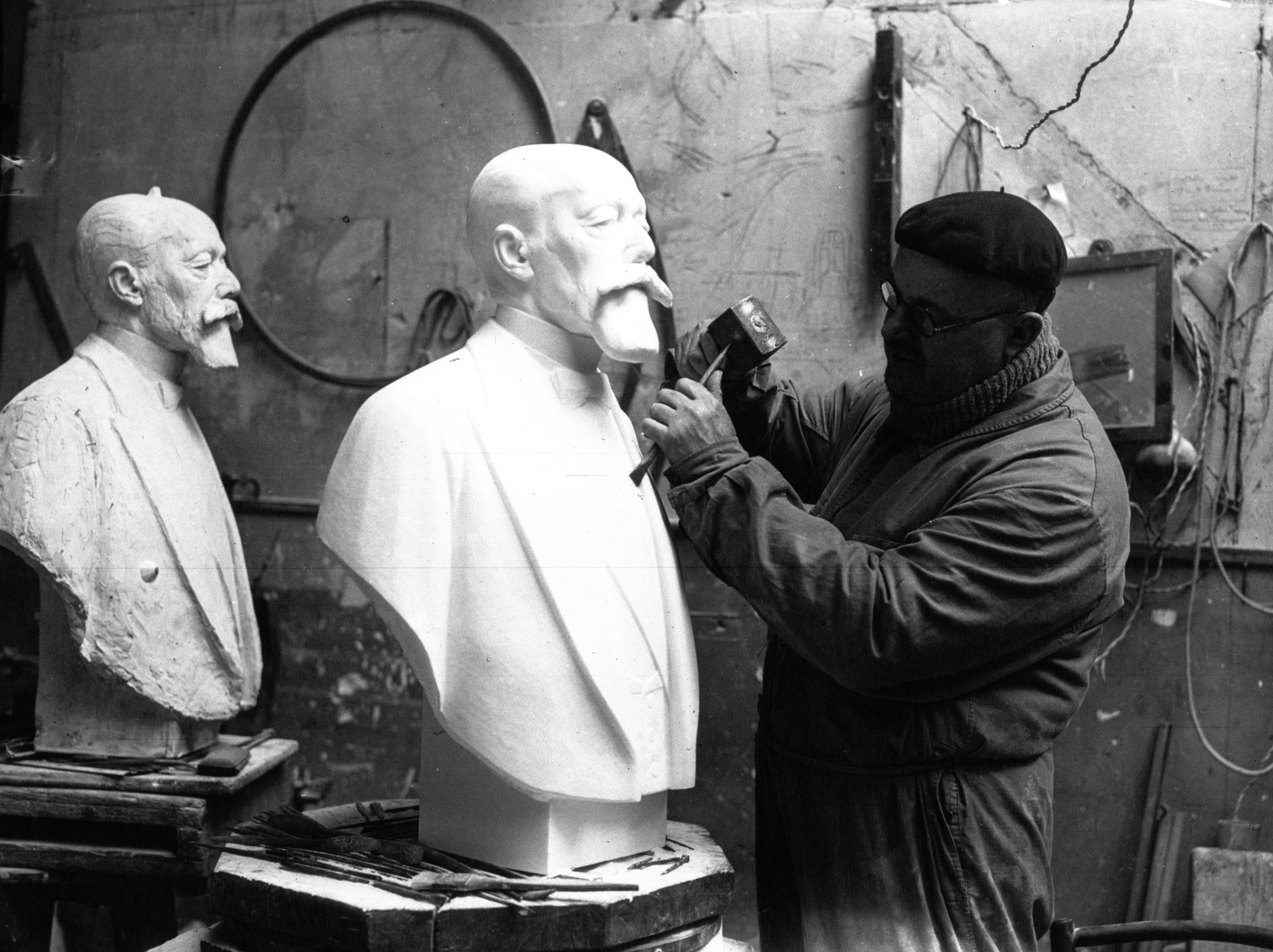
Alexandre Descatoire terminant un buste de Paul Doumer (1932).

Alors qu'il est gouverneur général de l'Indochine, Paul Doumer fait construire un pont à son nom, qui est par la suite renommé « pont Long Biên ». En 1906, après avoir effectué sa première expédition en Antarctique, son ami l'explorateur Jean-Baptiste Charcot nomme un territoire de l'archipel Palmer « île Doumer ». En 1915, le commandant Fouquet lui dédie son chant patriotique La Nouvelle France.
Son assassinat lui permet de bénéficier d'une image consensuelle au sein de l'opinion publique française, qui salue son engagement républicain, son patriotisme et son ascension sociale. Sa disparition marque la fin d'un « cycle républicain », la présidence de son successeur, Albert Lebrun, voyant la montée de l'antiparlementarisme, l'éclatement de la Seconde Guerre mondiale et l'instauration du régime de Vichy. Dans les décennies qui suivent sa mort, Paul Doumer est davantage connu en raison de sa fin tragique — il est l'unique président de la République française assassiné au XXe siècle — que de sa carrière politique, pourtant très longue. C'est seulement en 2013 qu'une biographie publiée à compte d'éditeur lui est consacrée (Amaury Lorin, Une ascension en République : Paul Doumer (1857-1932), d'Aurillac à l'Élysée, Dalloz, premier prix de thèse du Sénat en 2012).
Il fait cependant partie des chefs de l'État les plus honorés en France par le nombre de voies de circulation, établissements scolaires, monuments ou plaques qui lui sont consacrés : selon une estimation de 2007 de l'Association des maires de France, quelque 25 000 voies de circulation portent ainsi son nom. Une loi promulguée le 29 novembre 1932 dispose qu'il « a bien mérité de la patrie ». L'année suivante, le paquebot à moteurs Président Doumer est lancé à La Ciotat par la Compagnie des messageries maritimes, tandis que l'avenue Paul-Doumer est inaugurée par le président Lebrun dans le 16e arrondissement de Paris,. En 1934, un monument sculpté par Armand Martial est érigé en son honneur dans sa commune natale d'Aurillac, et un timbre à son effigie est émis par La Poste. Enfin, pendant plusieurs décennies, l'ancien collaborateur de Paul Doumer à l'Élysée Jean Perreau-Pradier, accompagné d'anciens combattants, organise des événements lui rendant hommage.

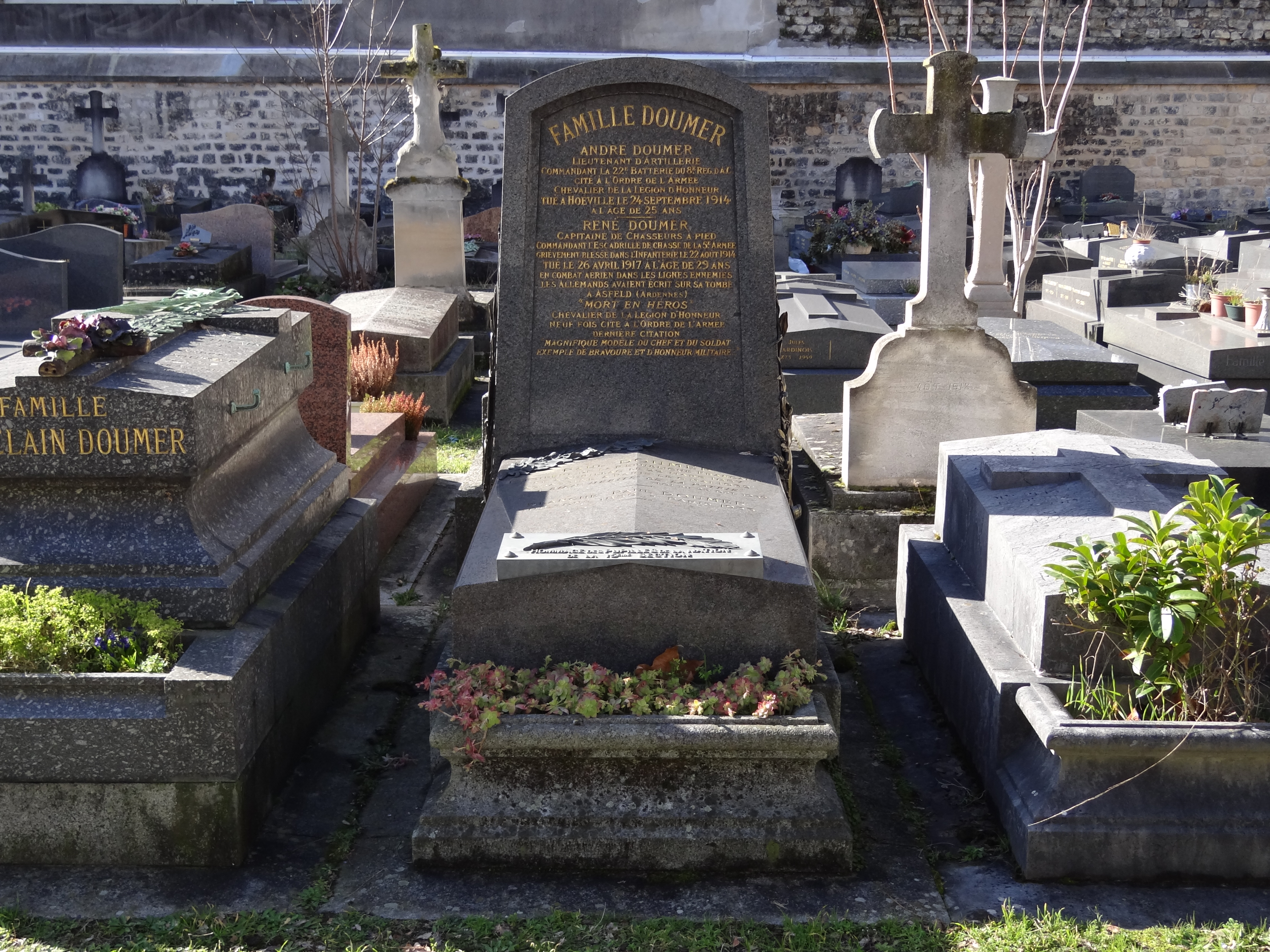
Sépulture au cimetière de Vaugirard.
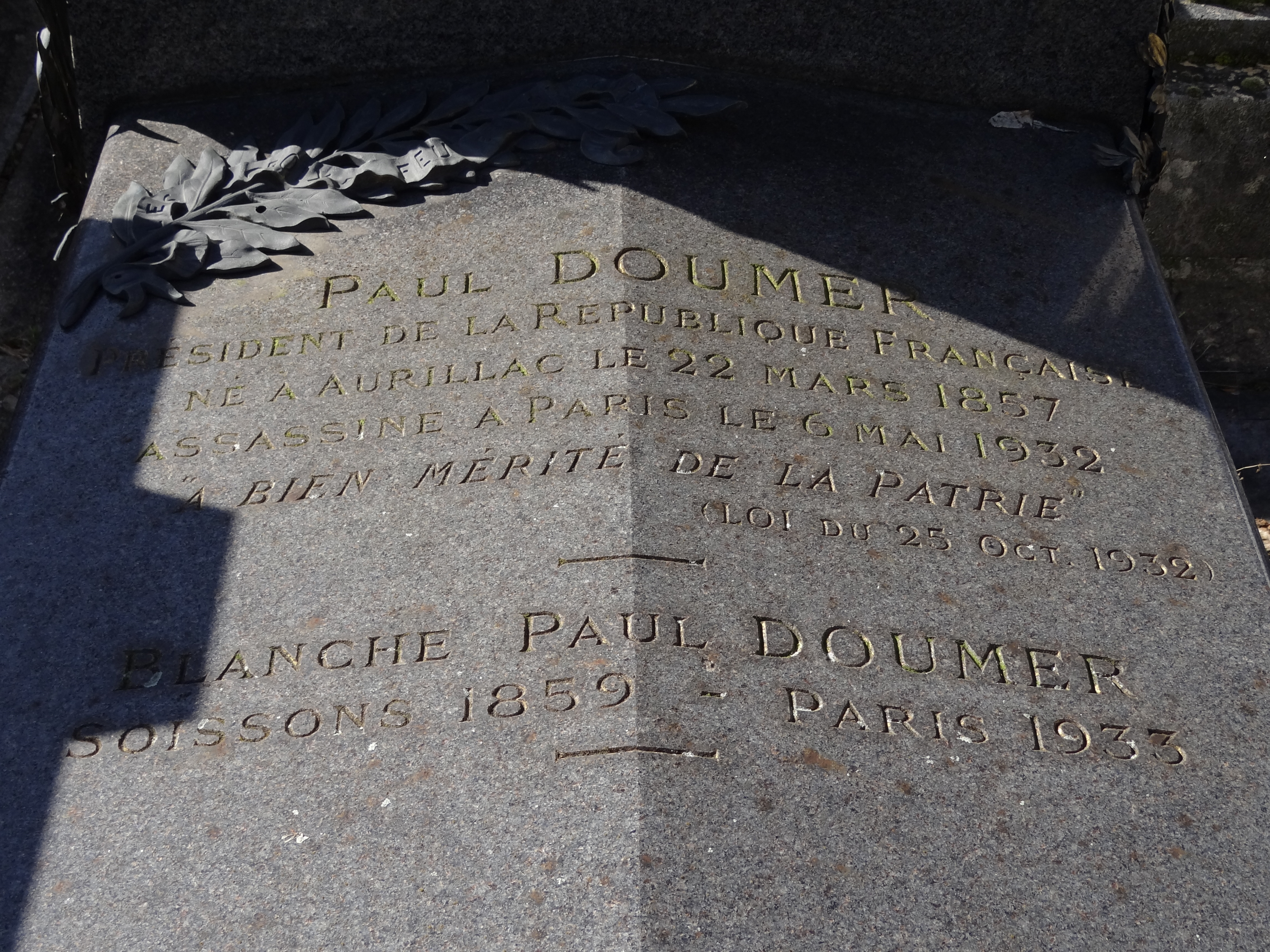
Détail de l'épitaphe sur la sépulture au cimetière de Vaugirard.
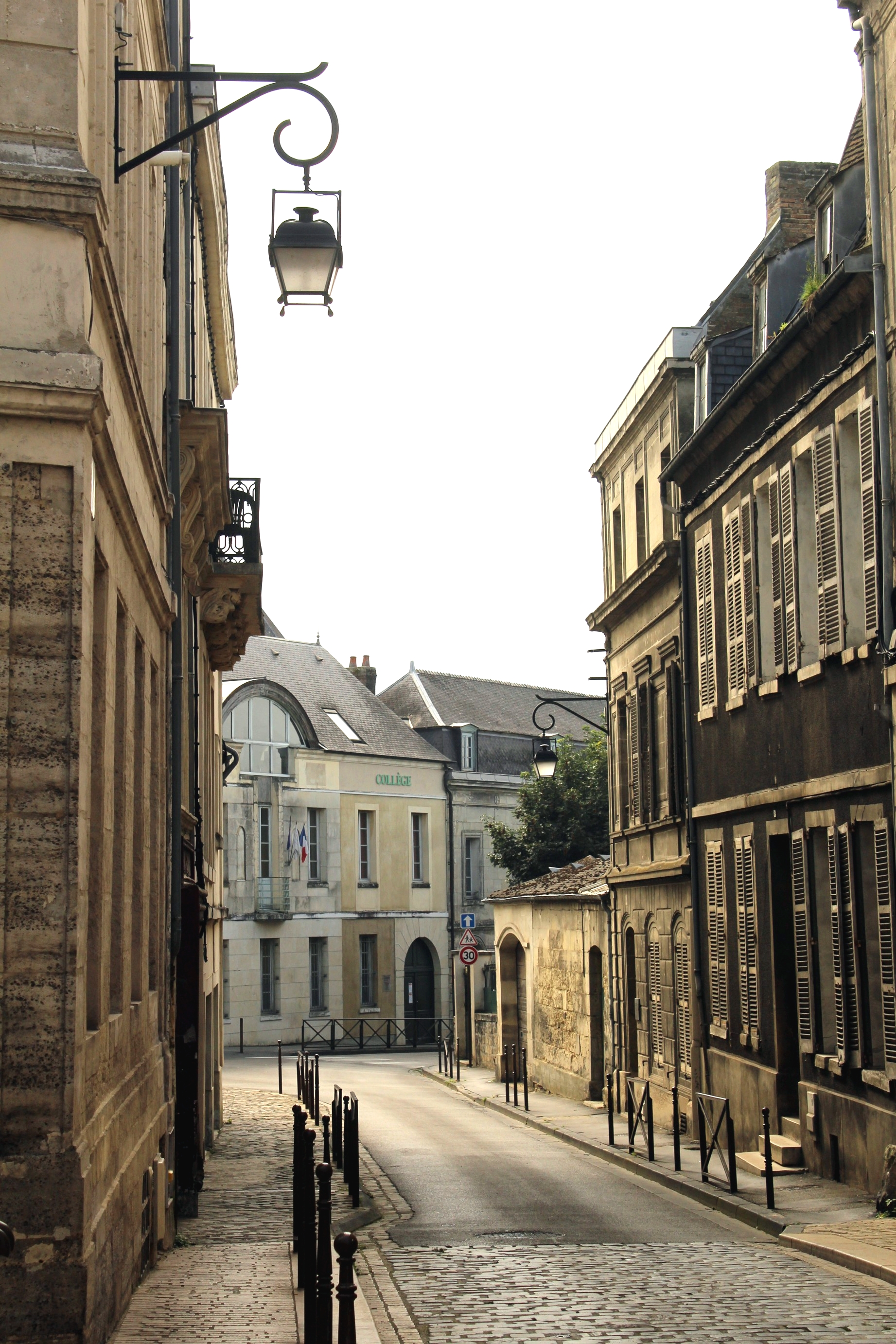
Rue Paul-Doumer à Laon (Aisne).
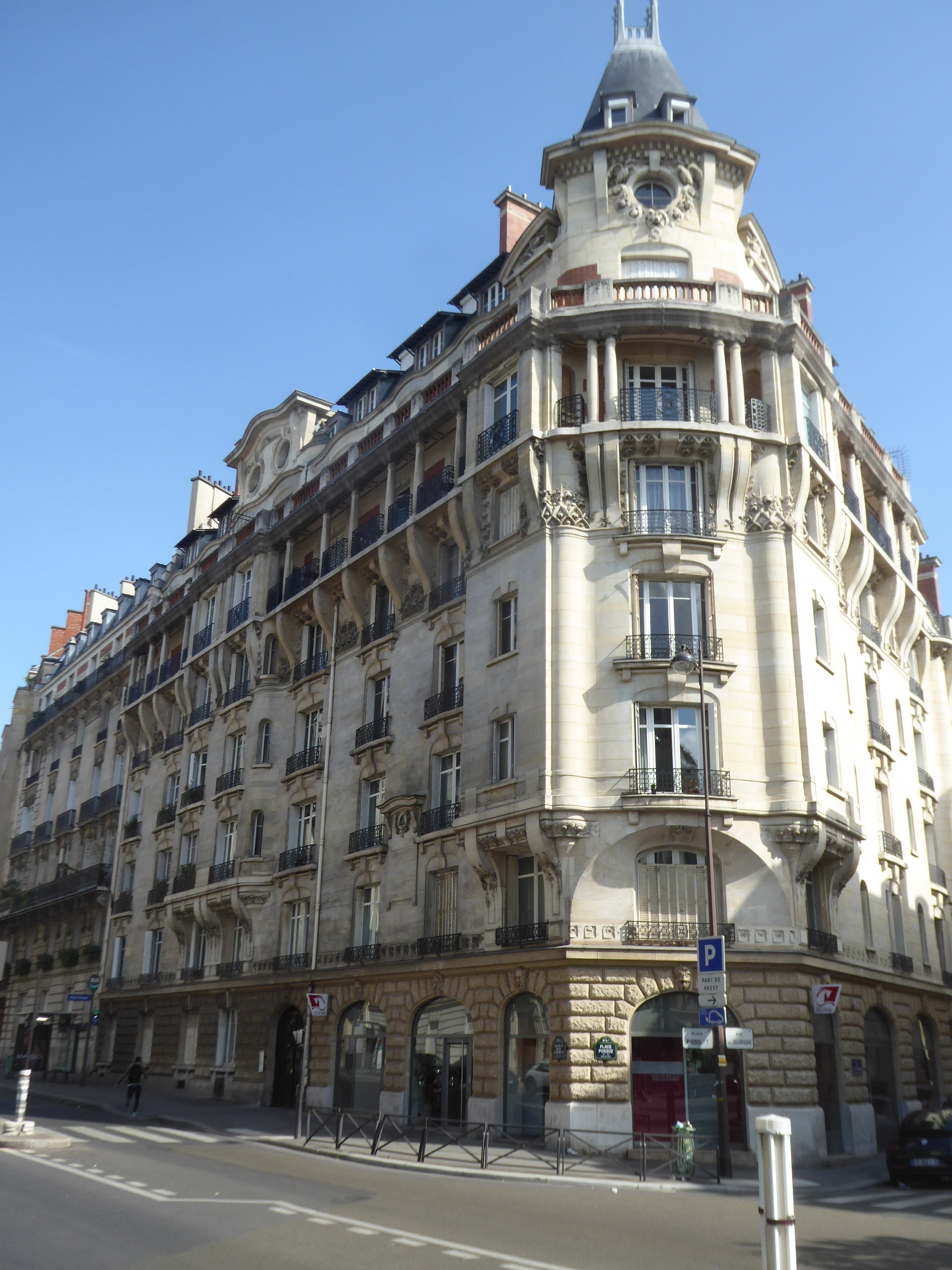
Angle de l'avenue Paul-Doumer (Paris 16e).

## Décorations
- Grand-croix de la Légion d'honneur le 13 juin 1931, de droit en tant que grand-maître de la Légion d'honneur[203].
- Grand-croix de l'ordre royal du Cambodge[203]
- Grand-croix de l'ordre du Dragon d'Annam[203]
- Grand-croix de l'ordre de l'Étoile d'Anjouan[203]
- Grand-croix de l'ordre du Nichan el Anouar[203]

### Étrangères
- Collier de l'ordre de Charles III

### Ouvrages de Paul Doumer

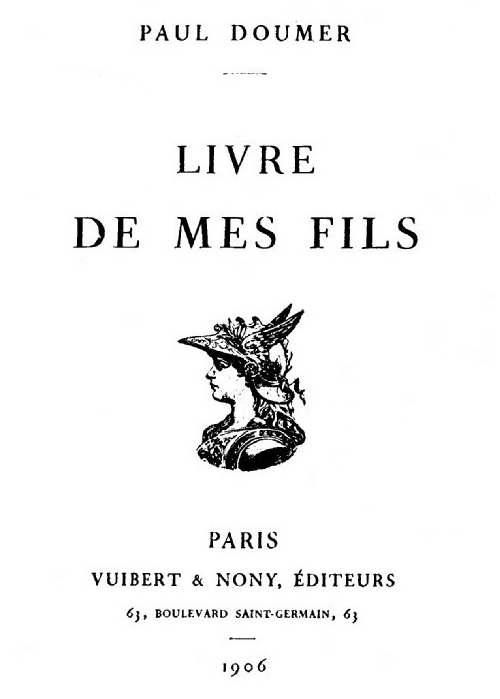
Première de couverture du Livre de mes fils (1906).

Si Paul Doumer n'a pas procédé à la rédaction de mémoires et a laissé plusieurs projets à l'état d'ébauche, il a préfacé et rédigé des ouvrages, notamment de morale. Les plus connus sont Livre de mes fils — qui est réédité et utilisé comme référence par les patriotes après que la Première Guerre mondiale a coûté la vie à quatre de ses enfants — et ceux sur son expérience en Indochine française. Durant sa carrière, il fait publier les ouvrages suivants :
- Paul Doumer, Situation de l'Indo-Chine (1897-1901) : rapport, Hanoï, F.-H. Schneider, 1902, 556 p. (BNF 36577728, lire en ligne).
- Paul Doumer, L'Indo-Chine française (souvenirs), Paris, Vuibert et Nony, 1905, 392 p. (BNF 34137199, lire en ligne) – médaille d'or de la Société de géographie[47], prix Kastner-Boursault de l'Académie française.
- Paul Doumer, Livre de mes fils, Paris, Vuibert et Nony, 1906, 344 p. (BNF 30351875, lire en ligne).
- Paul Doumer, Livre de mes filles, Paris, Vuibert et Nony, 1906, 356 p.
- Paul Doumer et al., La Métallurgie du fer, Paris, Vuibert, 1912, 247 p. (BNF 32041831).
- Paul Doumer, La Loi militaire du 7 août 1913, Paris, H. Dunod et E. Pinat, coll. « Encyclopédie parlementaire des sciences politiques et sociales », 1913, 253 p. (BNF 32041830).
- Paul Doumer, Paroles humaines, Paris, Eugène Figuière, coll. « Paroles du XXe siècle », 1929, 238 p. (BNF 32041832).

### Ouvrages traitant de Paul Doumer
- Albert Thibaudet, La République des Professeurs, Hachette, 2006 (1re éd. 1927), 284 p. (ISBN 978-2012793095).
- Charles Westercamp, Le Laonnois pittoresque : Laon, t. 1, Laon, Tablettes de l'Ain, 1930, 351 p., « Biographie de Paul Doumer ».
- Henri Pellier, Paul Doumer, Paris, Larousse, coll. « Les livres roses pour la jeunesse » (no 553), 1932.
- Valentine Adam de Villiers, Paul Doumer parle, Paris, Tallandier, 1932.
- Jean Rupied, Élysée (1928-1934) : anecdotes et souvenirs, Paris, Peyronnet, 1952.
- Jean Jolly, Dictionnaire des parlementaires français : notices sur les ministres députés et sénateurs français de 1889 à 1940, Paris, PUF, 1960-1977.
- (en) Robert S. Lee, France and the Exploitation of China, 1885-1901 : A Study in Economic Imperialism, Oxford University Press, 1989, 372 p. (ISBN 978-0195827088).
- Charles Fourniau, Histoires d'outre-mer : mélanges en l'honneur de Jean-Louis Miège, t. 1, Aix-en-Provence, PUP, 1992, 714 p. (ISBN 978-2853992916), « Politique coloniale ou « politique mondiale » : Doumer et le Yunnan », p. 49-72.
- Jacques Chauvin, Paul Doumer, le président assassiné, Paris, éditions du Panthéon, 1994, 196 p. (ISBN 978-2840940777) — ouvrage réalisé sans recherches archivistiques et publié à compte d'auteur[15].
- (ru) Serguei Koudriavtsev, Une Version de l'affaire Gorguloff, Moscou, Gileia, 1999
- Amaury Lorin, Paul Doumer, gouverneur général de l'Indochine (1897-1902) : le tremplin colonial, Paris, L'Harmattan, coll. « Recherches asiatiques », 2004, 250 p. (ISBN 978-2747569545).
- Denis Rolland et al., Les Républiques en propagande (XIXe – XXIe siècles), Paris, L'Harmattan, 2006, 484 p. (ISBN 978-2296017818), « La propagande coloniale de la IIIe République : Paul Doumer, gouverneur général de l'Indochine (1897-1902) », p. 173-186.
- Hugues Tertrais (dir.), Angkor (VIIIe – XXIe siècles) : mémoire et identité khmères, Paris, Autrement, 2008, 236 p. (ISBN 978-2746710764), « La « découverte » française du site : autour de Paul Doumer et de la fondation de l'École française d'Extrême-Orient », p. 110-123.
- Samia El Mechat (dir.), Les Administrations coloniales (XIXe – XXe siècles) : esquisse d'une histoire comparée, Rennes, PUR, coll. « Histoire », 2009, 265 p. (ISBN 978-2753509535), « « Gouverner partout, n'administrer nulle part » : Paul Doumer, « Colbert de l'Indochine » (1897-1902) », p. 25-32.
- Anne Dulphy (dir.), Robert Frank, Marie-Anne Matard-Bonucci et al., Les Relations culturelles internationales au XXe siècle : de la diplomatie culturelle à l'acculturation, Bruxelles, European Interuniversity Press, coll. « Enjeux internationaux », 2010, 693 p. (ISBN 978-9052016610), « L'École française d'Extrême-Orient, création de Paul Doumer, gouverneur général de l'Indochine (1898) : un acte politique », p. 339-345.
- Monique Cara, Jean-Marc Cara et Marc de Jode, Dictionnaire universel de la franc-maçonnerie, Larousse, 2011, 640 p. (ISBN 978-2035848406), « Paul Doumer ».
- Amaury Lorin (préf. Jean-Pierre Bel), Une ascension en République : Paul Doumer (1857-1932), d'Aurillac à l'Élysée, Paris, Dalloz, coll. « Bibliothèque parlementaire et constitutionnelle », 2013, 601 p. (ISBN 978-2247126040, BNF 43565287N). – premier prix de thèse du Sénat 2012
- Christine de Gemeaux (dir.), Jean-Jacques Tatin-Gourier (dir.) et al., L'Autorité coloniale en Indochine : de la pacification au « malaise indochinois » des années 1930, Paris, Le Manuscrit-Savoirs, coll. « Carrefours d'empires », 2015, 198 p. (ISBN 978-2304044867), « L'autoritarisme colonial sous la IIIe République : Paul Doumer, de l'Indochine à l'Élysée (1897-1932) », p. 65-83.
- Florence Descamps (dir.), Laure Quennouëlle-Corre (dir.) et al., Finances publiques en temps de guerre : déstabilisation et recomposition des pouvoirs, Paris, Comité pour l'histoire économique et financière, coll. « Histoire économique et financière de la France », 2016, 278 p. (ISBN 978-2111294042), « Paul Doumer, « grand argentier » de la IIIe République, et les « finances de guerre » (1914-1918) : un nouvel âge des finances publiques ? », p. 33-48.
- Amaury Lorin, Paul Doumer, la République audacieuse, Champ Vallon, coll. « Époques », 2022, 416 p. (ISBN 979-1026710301).
- Paul Mougenot, Paul Doumer, le dernier président assassiné, Passés Composés, 2025, 272 p. (ISBN 1040406955).

### Articles consacrés à Paul Doumer
Sur son action en tant que gouverneur général de l'Indochine française
- Michel Bruguière, « Le Chemin de fer du Yunnan : Paul Doumer et la politique d'intervention française en Chine (1889-1902) », Revue d'histoire diplomatique,‎ janvier-mars 1963, p. 23-61.
- Chantal Descours, « Paul Doumer et l'établissement de la régie générale de l'opium en Indochine », Études & documents,‎ 1991, p. 273-291.
- Amaury Lorin, « L'ambitieuse Indochine de Paul Doumer », Aventures et dossiers secrets de l'histoire,‎ janvier 2005, p. 60-77.
- Amaury Lorin, « « La civilisation suit la locomotive » : le credo ferroviaire de Paul Doumer, gouverneur général de l'Indochine (1897-1902) », Revue d'histoire des chemins de fer, no 35,‎ automne 2006, p. 41-54 (ISSN 0996-9403, lire en ligne, consulté le 11 mars 2019).
- Amaury Lorin, « Dalat, « station d'altitude » : fondation ex nihilo de Paul Doumer, gouverneur général de l'Indochine (1898) », Péninsule, no 52,‎ 2006, p. 225-234.
- Amaury Lorin, « Le grand tournant : Paul Doumer, « démiurge de l'Indochine française » (1897-1902) », Ultramarines : archives d'outre-mer, histoire des civilisations, no 27,‎ novembre 2009, p. 14-21.
- Amaury Lorin, « Paul Doumer, archétype du grand administrateur colonial français de la IIIe République », Questions internationales (La Documentation française), no 46,‎ novembre-décembre 2010, p. 112-119.
- Amaury Lorin, « Un présidentiable formé par « l'école des colonies » : Paul Doumer en Indochine (1897-1902) », Outre-mers, revue d'histoire, no 372,‎ 2e semestre 2011, p. 195-204.
- Thi Hoai Trang Phan, « Paul Doumer : aux origines d'un grand projet, le chemin de fer transindochinois », Histoire, économie & société, no 3,‎ 2011, p. 115-140.

Sur sa carrière politique en métropole
- Amaury Lorin, « Paul Doumer et l'association des écrivains combattants (1919-1939) », L'Écrivain combattant, no 115,‎ 2008, p. 12.
- Amaury Lorin, « Paul Doumer, sénateur de Corse (1912-1931) : du parachutage à l'acclimatation », Études corses, no 71,‎ 2010, p. 67-88.
- Amaury Lorin, « Mai 1931 : un fils d'ouvrier à l'Élysée », L'Histoire, no 364,‎ 2011, p. 34-35.
- Amaury Lorin, « Paul Doumer (1857-1932), « bienfaiteur de l'Aisne » : histoire d'une adoption », Mémoires de la fédération des sociétés d'histoire et d'archéologie de l'Aisne, no LVI,‎ 2011, p. 203-224.
- Amaury Lorin, « Agrarisme et politique sous la IIIe République : Paul Doumer (1857-1932), le Cantal et l'Auvergne », Revue de la Haute-Auvergne, no 74,‎ janvier-mars 2012, p. 45-60.
- Amaury Lorin, « Paul Doumer et l'Académie des sciences coloniales (1922-1932) », Mondes et cultures : compte-rendu annuel des travaux de l'Académie des sciences d'outre-mer, vol. 1, no LXXII,‎ 2012, p. 291-298.
- Amaury Lorin, « La franc-maçonnerie sous la IIIe République : Paul Doumer (1857-1932) et le Grand Orient de France », Chroniques d'histoire maçonnique, no 71,‎ 2013, p. 50-66.

Sur son assassinat et Paul Gorgulov
- Adrien Dansette, « Il y a vingt-cinq ans : le président Doumer était assassiné », Historia, no 126,‎ mai 1957, p. 412-418.
- Monique Moncel, « Il y a cinquante ans : le docteur Gorguloff, l'étrange assassin du président Doumer », Historia, no 426,‎ mai 1982, p. 86-95.
- Karelle Vincent, « Le régicide en République : Sadi Carnot, 24 juin 1897-Paul Doumer, 6 mai 1932 », Crime, histoire et sociétés, vol. 3, no 2,‎ 1999, p. 73-93.
- Sophie Cœuré et Frédéric Monier, « Paul Gorguloff, assassin de Paul Doumer (1932) », Vingtième siècle, revue d'histoire, no 65,‎ janvier-mars 2000, p. 35-46.
- Dimitri Vicheney, « Le tragique destin de Paul Doumer », Bulletin de la Société historique et archéologique du XVe arrondissement de Paris, no 28,‎ automne 2006, p. 50-65.
- Amaury Lorin, « Un paranoïaque abat le président Doumer », Historia, no 747,‎ mars 2009, p. 25-27.
- Katherine Foshko, « The Paul Doumer Assassination and the Russian Diaspora in Interwar France », French History, vol. 23, no 3,‎ septembre 2009, p. 383-404.
- Amaury Lorin, « Un « régicide républicain » : Paul Doumer, le président assassiné (6 mai 1932) », Criminocorpus : histoire de la justice, des crimes et des peines,‎ 2011 (lire en ligne, consulté le 14 mars 2019). .
- Amaury Lorin, « On a tué le président ! », L'Histoire, no 375,‎ mai 2012, p. 32-33.

## Filmographie
Dans le téléfilm La Séparation, réalisé en 2005 par François Hanss, l'acteur Michael Lonsdale interprète Paul Doumer, président de la Chambre des députés lors des débats sur la loi de séparation des Églises et de l'État.